# Copa Libertadores da América
A Copa Libertadores da América ou Taça Libertadores da América (em espanhol: Copa Libertadores de América), oficialmente CONMEBOL Libertadores, é a principal competição de futebol entre clubes profissionais da América do Sul, organizada pela Confederação Sul-Americana de Futebol (CONMEBOL) desde 1960. É a competição de clubes mais importante do continente e uma das mais prestigiadas do mundo. O seu nome é uma homenagem aos principais líderes da independência das nações da América do Sul: José Artigas, Simón Bolívar, José de San Martín, José Bonifácio de Andrada e Silva, D. Pedro I do Brasil, Antonio José de Sucre e Bernardo O'Higgins.
A competição teve vários formatos diferentes ao longo de sua história. No início, apenas os campeões nacionais participavam, tanto que nos seus primórdios a competição era chamada de Copa dos Campeões da América, e recebeu o nome atual somente em 1965. A partir da edição do ano posterior, os vice-campeões nacionais sul-americanos também passaram a se classificar para a competição. Em 1998, as equipes do México foram convidadas a competir até 2017, quando a CONMEBOL instituiu uma reforma no certame que desencorajou os mexicanos a continuar disputando o torneio. Hoje, pelo menos quatro clubes por país competem na Libertadores, enquanto que a Argentina e o Brasil têm seis e sete clubes representantes, respectivamente. Tradicionalmente, uma fase de grupos quase sempre foi usada, mas o número de times por chave variou por diversas vezes.
No formato atual, o torneio consiste em três etapas, com a primeira fase sendo iniciada geralmente no fim de janeiro. As seis equipes sobreviventes da primeira fase juntam-se aos outros 26 times previamente classificados na segunda, na qual existem oito grupos compostos por quatro equipes cada. Os dois melhores clubes de cada grupo vão para fase final eliminatória, sempre em jogos de ida-e-volta até as semifinais; a final, que é disputada em jogo único num local previamente escolhido, é disputada preferencialmente em novembro. O vencedor da Libertadores se classifica para a disputa da Copa Intercontinental da FIFA (como representante da CONMEBOL), para o Mundial de Clubes FIFA e na Recopa Sul-Americana do ano seguinte.
O Independiente é o recordista de títulos na competição, com sete conquistas. A Argentina é o país com o maior número de conquistas, com 25 títulos, enquanto o Brasil é o país com a maior diversidade de times vencedores, com um total de 12 clubes diferentes que ergueram a taça 24 vezes. O troféu foi conquistado por 27 clubes diferentes, sendo que quinze ganharam o torneio mais de uma vez e sete o venceram de forma consecutiva.

## História

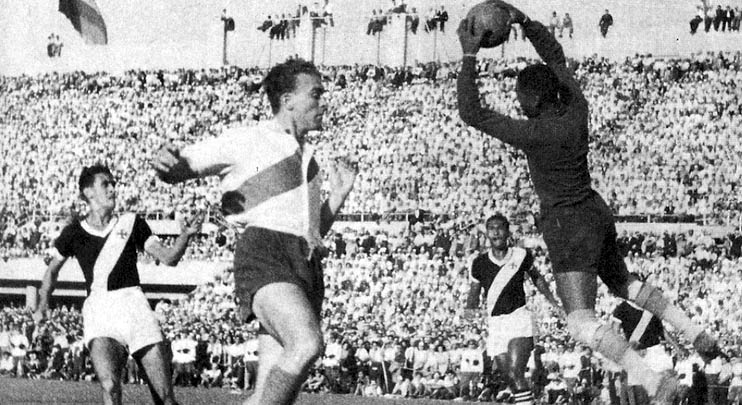
Vasco da Gama contra o River Plate, pelo Campeonato Sul-Americano de Campeões de 1948

Os confrontos para a Copa Río de La Plata entre os campeões da Argentina e do Uruguai acenderam a ideia de uma competição continental na década de 1930. Em 1948, o Campeonato Sul-Americano de Campeões (espanhol: Campeonato Sudamericano de Campeones), o precursor mais direto da Copa Libertadores, foi realizado e organizado pelo clube chileno Colo-Colo após anos de planejamento e organização. Disputado em Santiago, no Chile, o torneio reuniu os campeões das principais ligas nacionais de cada nação, sendo conquistado pelo Vasco da Gama do Brasil. O torneio de 1948, disputado no modelo "torneio dos campeões", deu impulso ao referido modelo, que foi o adotado para a criação da Copa dos Campeões da Europa em 1955.
Em setembro de 1958, o brasileiro José Ramos de Freitas, então presidente da CONMEBOL, fez uma viagem à Argentina, para, dentre outros assuntos, tratar da criação de um campeonato sul-americano de clubes campeões, semelhante ao já existente na Europa. Em 8 de outubro de 1958, João Havelange anunciou, em reunião da UEFA a que compareceu como convidado, a criação da Copa dos Campeões da América, um equivalente sul-americano da Copa dos Campeões da Europa, de modo que os campeões de Europa e América do Sul pudessem decidir "o melhor time do mundo", através da Copa Intercontinental. Em 5 de março de 1959, acontece em Buenos Aires, sede da 26ª Copa América, o 30º Congresso Ordinário da CONMEBOL. Naquela reunião foi ratificada a criação da Copa dos Campeões da América, que reuniria todos os times campeões nacionais na América do Sul para uma disputa de melhor time do continente. Em 1965, esse mesmo torneio seria rebatizado de Copa Libertadores da América em homenagem aos heróis das independências das nações sul-americanas, como Simón Bolívar, José de San Martín, Pedro I, Bernardo O'Higgins, José Gervasio Artigas, entre outros.

### Primeiros anos (1960–1969)

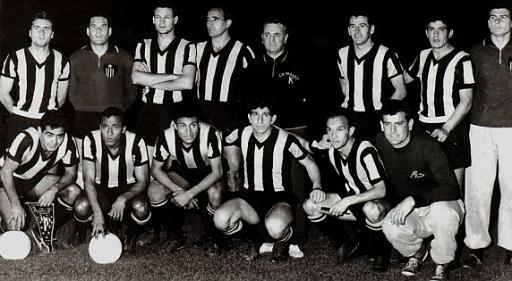
O clube uruguaio Peñarol foi o primeiro campeão da Libertadores. Aqui, a equipe que venceu a edição de 1961 com destaque para o atacante equatoriano Alberto Spencer (o segundo agachado, da esquerda para a direita)

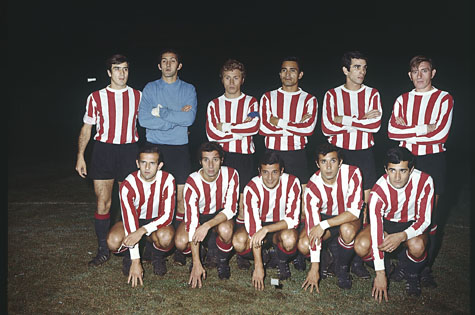
O clube argentino Estudiantes de La Plata, foi o primeiro time a ser campeão da Libertadores por três anos seguidos. Aqui, a equipe que conquistou a Copa Libertadores da América de 1968 com destaque para Carlos Bilardo (o segundo agachado, da esquerda para a direita)

A primeira edição da então Copa dos Campeões ocorreu em 1960. Participaram sete equipes na edição inaugural: Bahia do Brasil, Jorge Wilstermann da Bolívia, Millonarios da Colômbia, Olimpia do Paraguai, Peñarol do Uruguai, San Lorenzo da Argentina e Universidad do Chile. Todos esses times foram campeões nacionais de suas respectivas ligas em 1959. O primeiro jogo da competição ocorreu em 19 de abril de 1960, entre os clubes do Uruguai e Bolívia, que foi vencido pelo Peñarol, que derrotou Jorge Wilstermann por 7–1. E neste jogo, o primeiro gol na história da Copa Libertadores foi marcado pelo atacante uruguaio Carlos Borges do Peñarol. Os uruguaios ganharam essa primeira edição, derrotando o Olimpia nas finais e, defendendo com sucesso o título em 1961. A Copa dos Campeões da América não recebia sua devida atenção internacional até a terceira edição, quando o time do Santos, liderado por Pelé, considerado por alguns como um dos melhores times de todos os tempos, ganhou admiração mundial. Os "Santásticos", também conhecidos como "O Balé Branco", venceram o certame de 1962, derrotando o então Bicampeão Peñarol na final. Na edição seguinte, "O Rei" e seu compatriota Coutinho demonstraram suas habilidades novamente ao vencer o torneio em cima do Boca Juniors da Argentina com duas vitórias: uma no Maracanã, no Rio de Janeiro, e a outra na Bombonera em Buenos Aires. 

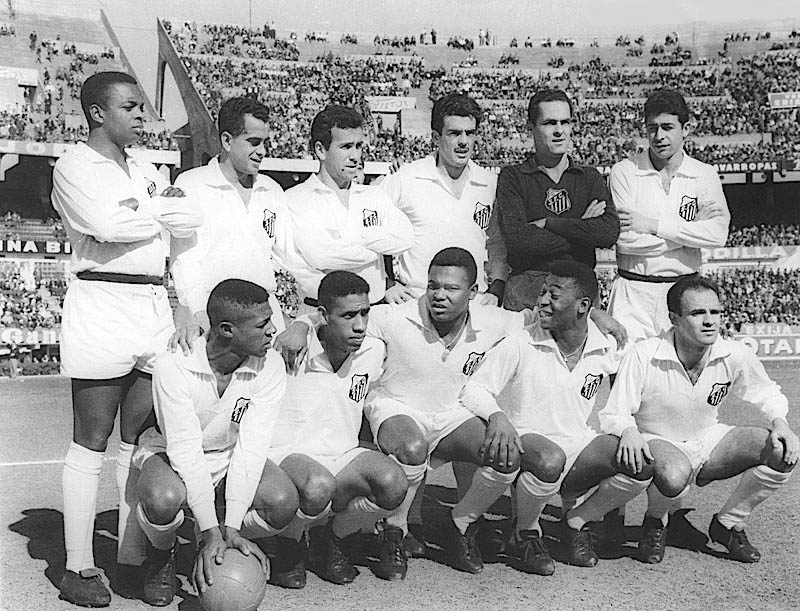
Time do Santos campeão da Copa Libertadores da América de 1962.

O tradicional futebol argentino finalmente deixara sua marca na competição em 1964, quando o Independiente se tornou campeão após a eliminar o atual campeão Santos e derrotar o Nacional do Uruguai na final. O Independiente conquistaria o bi em 1965, e o Peñarol voltaria a vencer a Libertadores em 1966 derrotando o River Plate depois de vencê-lo em três partidas finais, uma vez que, na época, o regulamento da competição previa uma terceira partida de desempate em caso de empate de pontos nos dois primeiros jogos. O Racing tornou-se a segunda equipe argentina a vencer a Libertadores em 1967, mas um dos momentos mais importantes da história inicial do torneio iria ocorrer no ano seguinte, quando o Estudiantes viria a participar pela primeira vez na competição.
O Estudiantes, um modesto clube de bairro e uma equipe relativamente pequena na Argentina, tiveram um estilo incomum que priorizou a preparação atlética e obteve resultados a todo custo. Dirigido pelo treinador Osvaldo Zubeldía e uma equipe construída em torno de figuras como Carlos Bilardo, Oscar Malbernat e Juan Ramón Verón, os Pincharratas tornaram-se os primeiros tricampeões consecutivos da competição. A equipe argentina venceu seu primeiro título em 1968, derrotando o Palmeiras do Brasil. Depois, defenderam o título com sucesso em 1969 e 1970 contra Nacional e Peñarol (ambos do Uruguai), respectivamente.

### Domínio argentino (1970–1979)

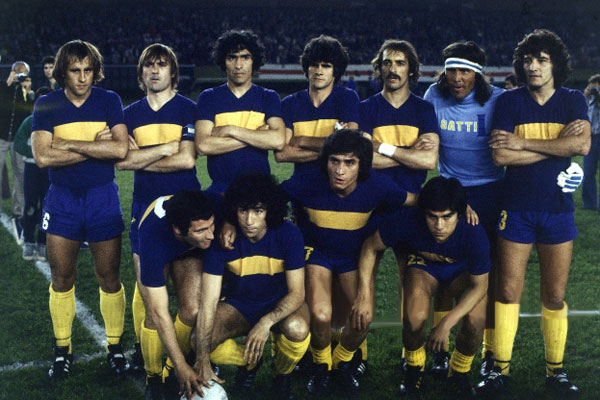
Boca Juniors campeão da Libertadores da América em 1978

Com a conquista da edição de 1979, o tornou-se o primeiro - e até agora único - clube paraguaio a conquistar a taça

A década de 1970 foi dominada por clubes argentinos, com exceção de três temporadas. Em uma revanche das finais de 1969, o Nacional do Uruguai sagrou-se campeão do torneio em 1971 depois de superar o grande time do Estudiantes, que havia sido tricampeão consecutivo da Libertadores em 1968, 1969 e 1970.[carece de fontes?] Com dois títulos já no currículo, o Independiente formou um time vencedor com grandes jogadores como Francisco Sa, José Omar Pastoriza, Ricardo Bochini e Daniel Bertoni: bases dos títulos de 1972, 1973, 1974 e 1975. O estádio do Independiente, La Doble Visera, tornou-se um dos locais mais temidos pelas equipes visitantes.

O título de 1972 veio quando Independiente enfrentou o Universitario do Peru nas finais. O Universitario havia se tornado a primeira equipe vinda de um país da costa do Pacífico a chegar à final depois de eliminar os gigantes uruguaios Peñarol e o então campeão Nacional na fase semifinal. A primeira partida em Lima terminou em um empate por 0–0, enquanto a segunda partida em Avellaneda terminou em 2–1 em favor do time da casa. O Independiente defendeu com sucesso o título um ano depois contra o Colo-Colo do Chile depois de vencer o jogo de desempate por 2–1. Los Diablos Rojos permaneceram com o troféu em 1974 depois de derrotar o brasileiro São Paulo por 1–0 em um jogo de desempate dificílimo. Em 1975, o Unión Española do Chile também não conseguiu parar os argentinos e sucumbiu por 2–0 na terceira partida decisiva da final. O reinado de Los Diablos Rojos finalmente terminou em 1976, quando foram derrotados pelos seus compatriotas do River Plate na segunda fase em um playoff dramático valendo vaga na final. No entanto, na finalíssima, o River Plate seria derrotado pelo Cruzeiro do Brasil, que se tornou a primeira equipe brasileira a vencer o torneio desde o Santos de Pelé.

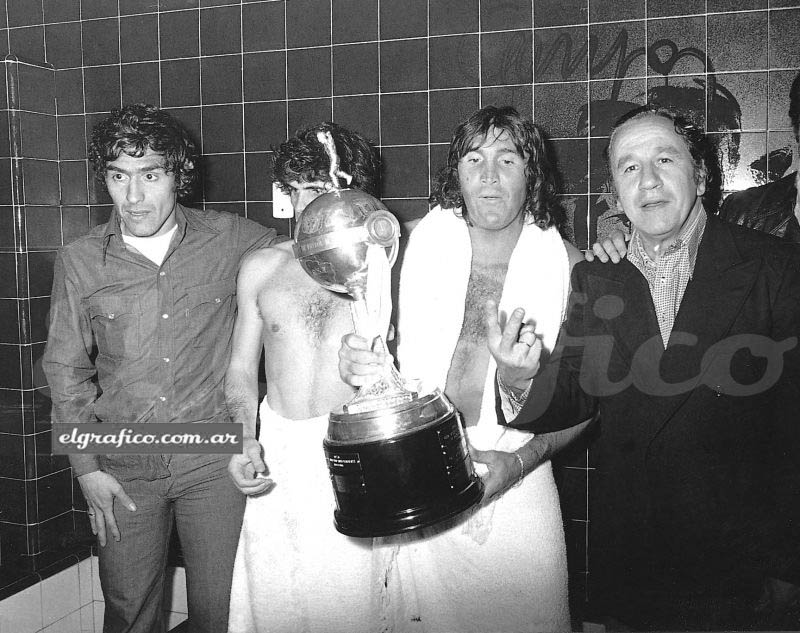
Jogadores do Boca Juniors da Argentina, campeão da edição de 1977, com a taça dentro do vestiário.

Depois de terem perdido o troféu em 1963 pro Santos, o Boca Juniors da Argentina finalmente viu sua hora chegar. No final da década, os Xeneizes alcançaram as finais em três anos consecutivos. A primeira vez foi em 1977, no qual Boca ganhou seu primeiro título contra o então campeão Cruzeiro. Depois que ambas as equipes venceram suas respectivas partidas em seus domínios por 1–0, um playoff em um campo neutro foi disputado para decidir o vencedor. A partida de desempate terminou empatada em 0–0 e foi decidida por pênaltis, onde o Boca levou a melhor e conquistou a competição pela primeira vez. O Boca Juniors ganhou o troféu novamente em 1978, depois de bater o Deportivo Cali da Colômbia por 4–0 na partida de volta da final. No ano seguinte, o sonho do "Tri" foi interrompido pelo Olimpia do Paraguai, que depois de vencer a primeira partida da final por 2–0 superou a forte pressão do Estádio La Bombonera e segurou um empate por 0–0, sagrando-se campeão pela primeira vez. Como ocorrera em 1963, os argentinos do Boca novamente tiveram que assistir um time adversário vencer a Libertadores dentro de seus próprios domínios.

### Novos campeões e últimos triunfos uruguaios (1980–1989)

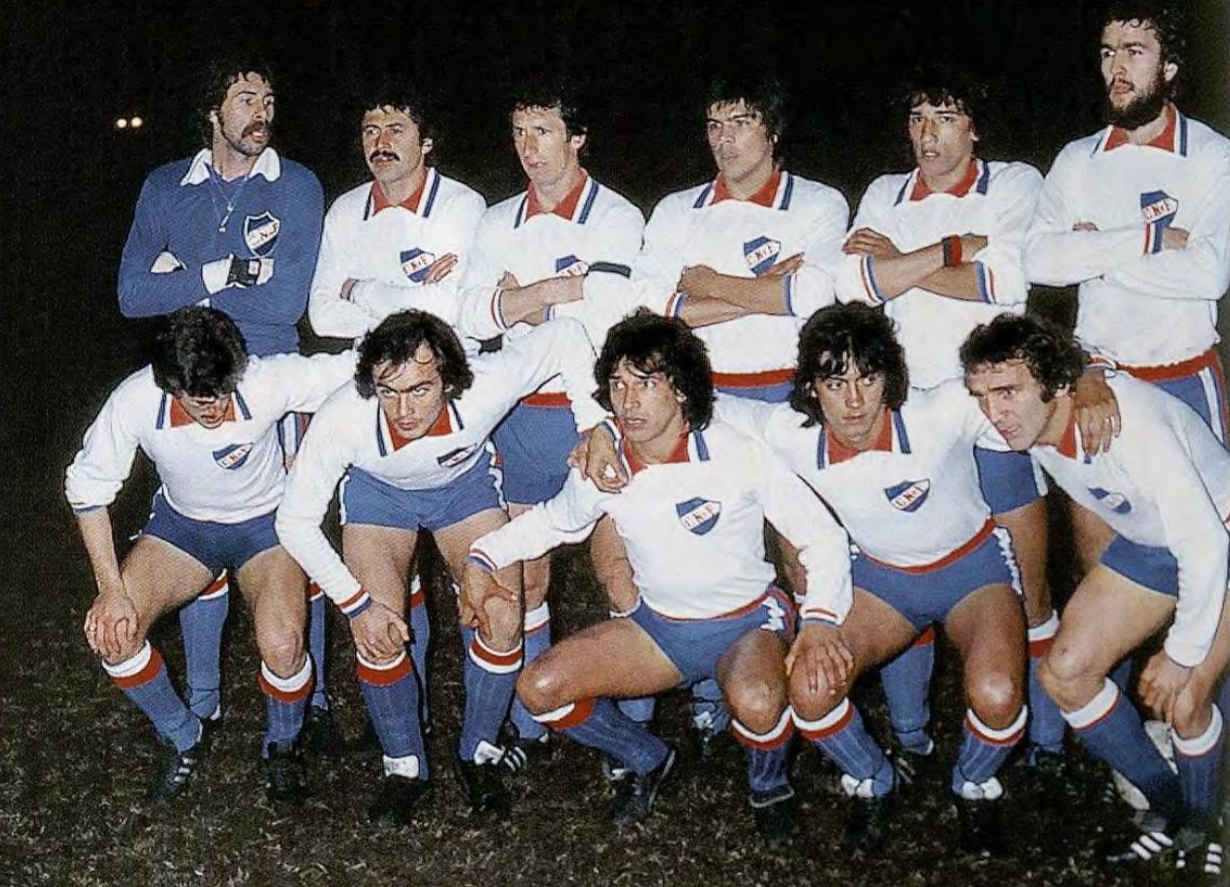
Time do Nacional do Uruguai, campeão da edição de 1980

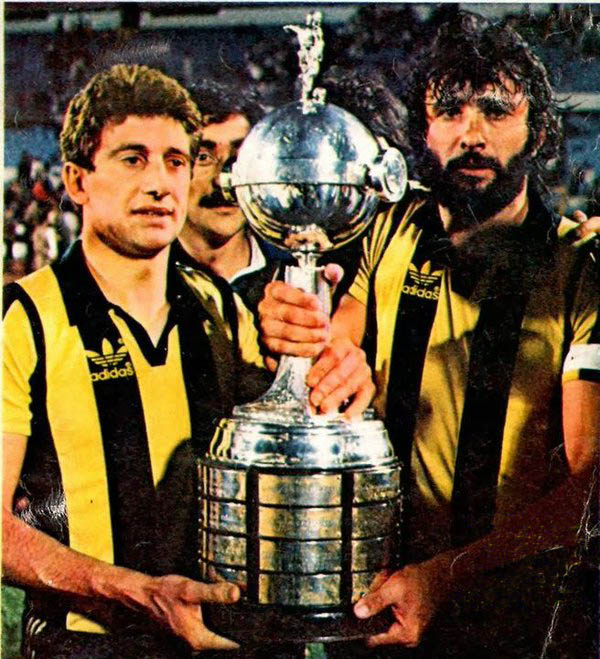
Fernando Morena (esquerda) e Walter Olivera, do Peñarol, segurando a Taça Libertadores da América de 1982

Nove anos depois do seu primeiro troféu, o Nacional venceu sua segunda Libertadores em 1980 depois de vencer o Internacional do Brasil. Apesar do forte status que o futebol brasileiro tinha, em 1981 o país levou apenas o seu quarto título com o Flamengo, liderado por estrelas como Zico, Júnior, Leandro, Adílio, Nunes, Tita e Carpegiani; este time brilhava à medida que a geração dourada do "Mengão" atingiu o ápice de suas carreiras batendo Cobreloa do Chile na final.
Após 16 anos, o Peñarol voltaria a ganhar a competição em 1982 depois de vencer o vice-campeão do ano anterior, Cobreloa. Primeiramente, os uruguaios despacharam o campeão Flamengo por 1–0 na última rodada da segunda fase em pleno Maracanã. Na final, eles repetiram a façanha, batendo Cobreloa na partida de volta por 1–0 em Santiago. O Grêmio de Porto Alegre fez história ao derrotar Peñarol na final de 1983, sendo campeão pela primeira vez na história. Em 1984, o Independiente venceu o seu sétimo e último caneco, estabelecendo o recorde de maior campeão do torneio até hoje, depois de vencer o então campeão Grêmio em uma final que incluiu uma vitória por 1–0 em pleno Estádio Olímpico Monumental, casa do Tricolor Gaúcho, na primeira partida. Os destaques daquele time do Independiente foram os jogadores Jorge Burruchaga e o veterano Ricardo Bochini.

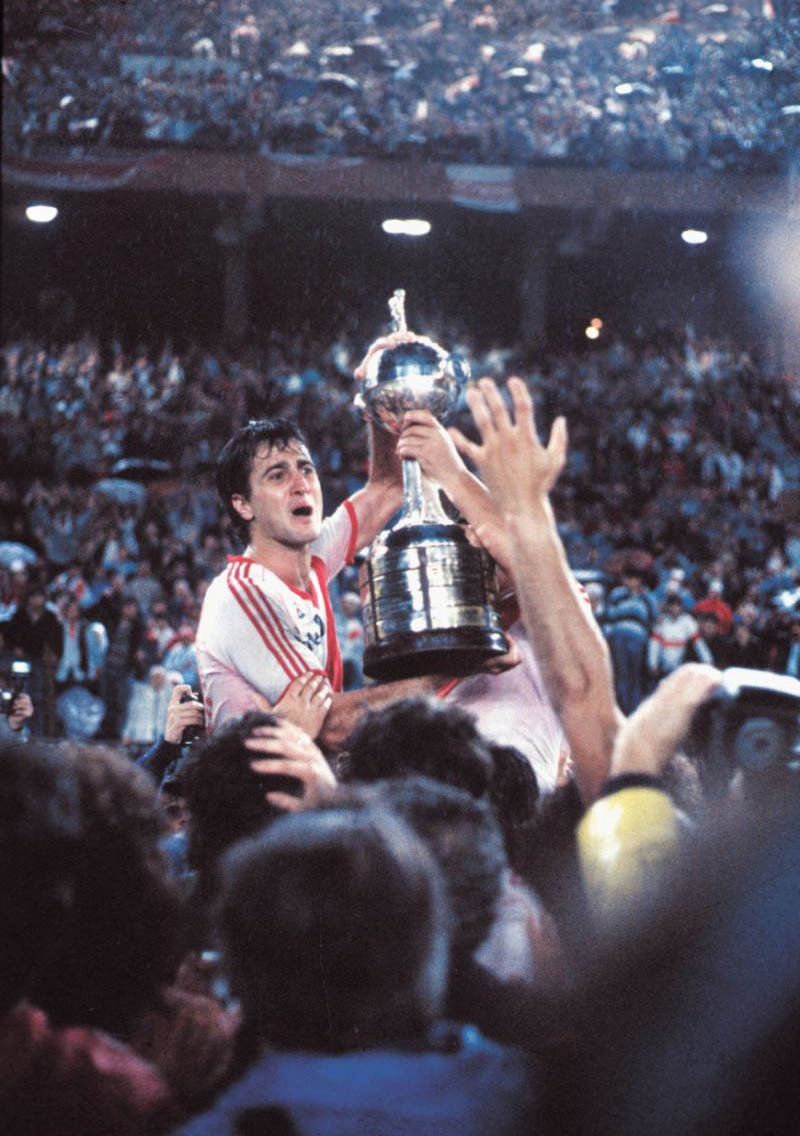
Norberto Alonso levanta a taça da Copa Libertadores da América de 1986 conquistada pelo River Plate

Outra equipe oriunda de um país da costa do Pacífico chegou na final, repetindo o feito do chileno Cobreloa. O América de Cali da Colômbia chegou a três finais consecutivas em 1985, 1986 e 1987, mas, assim como o Cobreloa, o América não conseguiu ganhar o torneio nenhuma vez. Em 1985, o time do Argentinos Juniors, um pequeno clube do bairro de La Paternal da cidade de Buenos Aires, surpreendeu a América do Sul, eliminando os campeões Independiente em pleno Estádio La Doble Visera por 2–1 durante o último jogo decisivo da segunda rodada, garantindo-se na final. Os Argentinos Juniors ganharam seu único título na competição ao derrotar o America de Cali na terceira partida logo após uma disputa de pênaltis. Após as frustrações de 1966 e 1976, o River Plate chegou a sua terceira final de Libertadores em 1986 e foram campeões pela primeira vez depois de vencer as duas partidas da final contra o América de Cali: 2–1 no Estádio Pascual Guerrero e 1–0 no Estádio Monumental de Núñez. O Peñarol venceu a Copa novamente em 1987 depois de bater por 1–0 o América de Cali na prorrogação do playoff decisivo, conquistando seu último título na competição. Curiosamente, o rival do Peñarol, o Nacional, também conquistara a competição pela última vez no ano seguinte, fazendo com que o futebol uruguaio sofresse um grande declínio na Libertadores, não conquistando mais nenhum título desde então.
Finalmente, em 1989 uma equipe da costa do Pacífico viria a conquistar o torneio, quebrando o domínio estabelecido pelas potências dos países do Oceano Atlântico. O Atlético Nacional de Medellín venceu a última edição da Libertadores da década de 1980, tornando-se a primeira equipe da Colômbia a vencer o torneio. O Atlético Nacional enfrentou o Olimpia do Paraguai perdendo a primeira partida em Assunção por 2–0. Como o Estádio Atanasio Girardot do Atlético Nacional não tinha a capacidade mínima que a CONMEBOL exigia para sediar uma final, a segunda partida teve que ser disputada no Estádio El Campín de Bogotá, jogo este que terminou em 2–0 para os colombianos. Depois de ter empatado a série, o Atlético Nacional se tornou campeão nos pênaltis (vale lembrar que naquela edição as partidas de desempate já haviam sido abolidas e o Atlético foi campeão na segunda partida). Nesta edição de 1989 também ocorreu um fato inédito: foi a primeira vez que nenhum clube da Argentina, do Brasil ou do Uruguai conseguiu chegar à final, e isso viria se repetir até 1991.

### Renascimento (1990–1999)

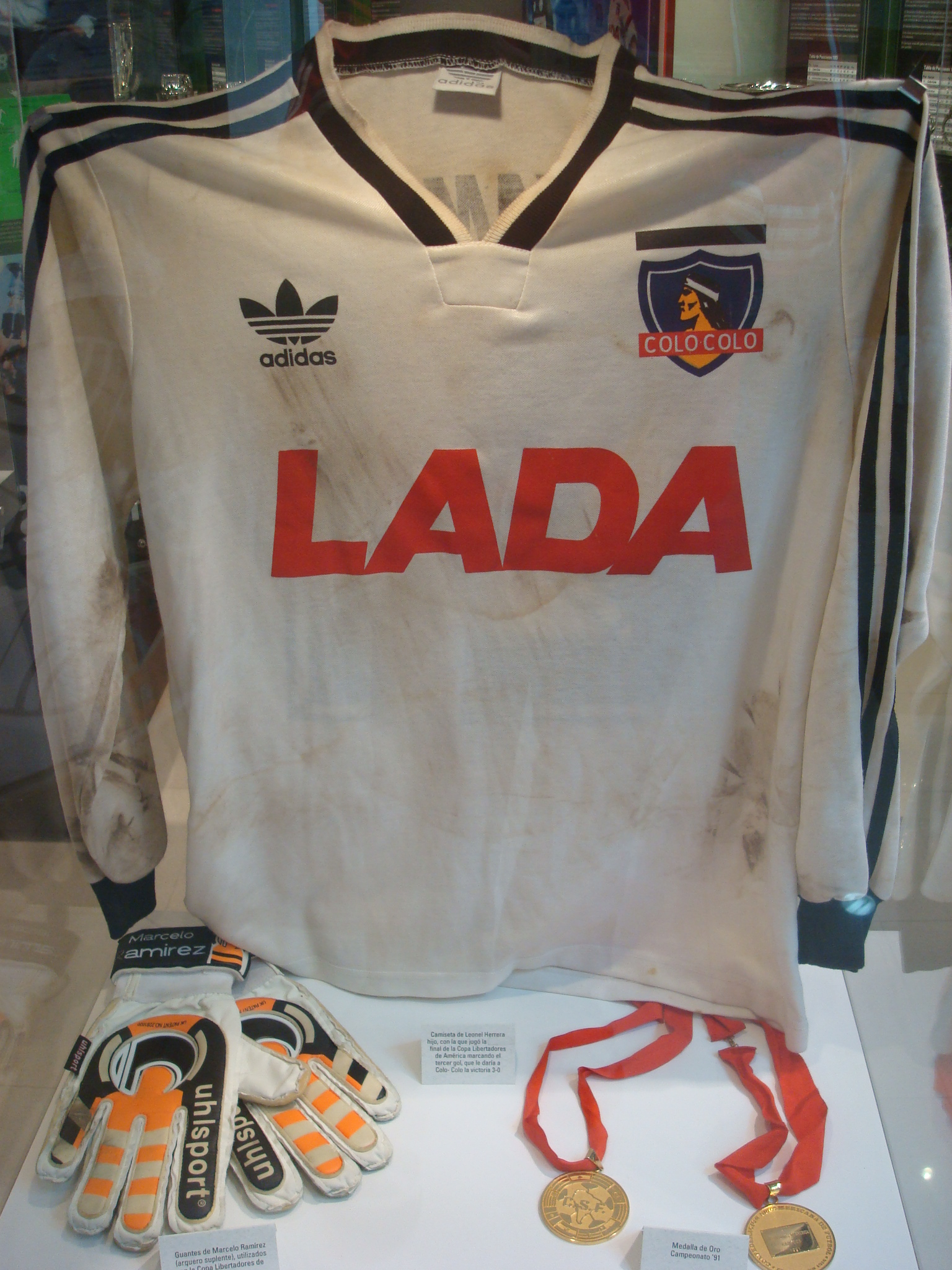
Camisa usada pelo Colo-Colo na final da edição de 1991

Tendo liderado o Olimpia no título de 1979 como técnico, Luis Cubilla voltou a treinar o clube em 1988. Com o lendário goleiro Ever Hugo Almeida, Gabriel González, Adriano Samaniego e a estrela Raul Vicente Amarilla, o formidável time paraguaio resgatou seus dias de glória do final da década de 1970. Depois de chegar na final em 1989 contra o Atlético Nacional, o Olimpia chegou à final da Copa Libertadores de 1990 depois de derrotar o detentor do título em uma semifinal dramática que só foi decidida nos pênaltis. Nas finais, o Olimpia derrotou o Barcelona de Guayaquil do Equador por 3–1 no agregado ganhando seu segundo título. O mesmo Olimpia chegou às finais da Libertadores de 1991 mais uma vez, derrotando o Atlético Nacional nas semifinais e enfrentando o Colo-Colo do Chile na decisão. Dirigido pelo treinador jugoslavo Mirko Jozić, o time chileno bateu os paraguaios na segunda partida da final por 3–0. A derrota trouxe a segunda era dourada do Olimpia ao fim.
Em 1992, o São Paulo deixou de ser um mero grande time no Brasil para se tornar uma potência internacional. A geração de Telê Santana promoveu um futebol vistoso, alegre e decisivo. Contando com grandes jogadores como Zetti, Müller, Raí, Cafu e Palhinha, venceu o Newell's Old Boys da Argentina dando início a uma grande dinastia. Em 1993, o tricolor paulista defendeu com sucesso o título duelando contra a Universidad Católica do Chile nas finais. O clube brasileiro tornou-se o primeiro clube desde o Boca Juniors em 1978 a vencer duas Copas Libertadores consecutivas. Como o próprio Boca Juniors, no entanto, chegaram mais uma vez na final em 1994 e perderam o título para o Vélez Sarsfield da Argentina nas penalidades máximas.
Com uma formação tática altamente compacta e os gols da formidável dupla Jardel e Paulo Nunes, o Grêmio ganhou o cobiçado troféu novamente em 1995 depois de vencer o Atlético Nacional, que naquela época contava ainda com a figura icônica de René Higuita. Jardel terminou a competição como artilheiro, marcando 12 gols. A equipe treinada por Luiz Felipe Scolari foi liderada pelo defensor (e capitão) Adilson e pelo habilidoso meio-campista Arilson. Na temporada de 1996, figuras como Hernán Crespo, Matías Almeyda e Enzo Francescoli ajudou o River Plate a garantir seu segundo título depois de derrotar o América de Cali em uma revanche da final de 1986. A Copa Libertadores permaneceu em grande parte do fim dos anos 90 em terras brasileiras, quando Cruzeiro, Vasco da Gama e Palmeiras venceram o torneio. O Cruzeiro ganhara o título de 1997 em cima do time peruano do Sporting Cristal. O único gol das duas partidas foi marcado pelo atacante Elivélton na partida de volta em Belo Horizonte, que contou com um público de mais de 106 mil pessoas no Mineirão. O Vasco derrotou o Barcelona do Equador com facilidade quando venceu o certame de 1998. A década terminou muito boa para o futebol brasileiro quando o Palmeiras venceu o título de 1999. Foram dois jogos dramáticos na final: 1–0 para o Deportivo Cali na ida e 2–1 para o Palmeiras na volta, levando a decisão para as penalidades máximas. Era o segundo título de Libertadores do técnico Luiz Felipe Scolari, uma vez que o mesmo havia vencido o troféu treinando o Grêmio em 1995.
Este período mostrou ser um grande ponto de virada na história da competição, já que a Copa Libertadores passou por um grande crescimento e mudança. Desde há muito tempo dominada por equipes da Argentina, o futebol sul-americano viu o Brasil começar a ofuscar seus vizinhos, já que seus clubes alcançaram sete finais e ganharam seis títulos na década de 1990.
A partir de 1998, a Copa Libertadores começou a ser patrocinada pela montadora japonesa Toyota e foi batizada oficialmente como Copa Toyota Libertadores. Nesse mesmo ano, os clubes mexicanos, embora afiliados à CONCACAF, começaram a participar da competição graças às cotas obtidas ao participarem inicialmente na chamada pré-Libertadores, onde dois times mexicanos enfrentaram dois clubes venezuelanos, num grupo de turno e returno a qual os dois primeiros colocados garantiam vaga a fase de grupos. O torneio posteriormente foi expandido para 32 equipes e os incentivos econômicos foram introduzidos por um acordo entre a CONMEBOL e a patrocinadora Toyota. Todas as equipes que avançaram para a segunda etapa do torneio receberam 25 mil dólares por sua participação.

### Crescimento e prestígio (2000–2009)

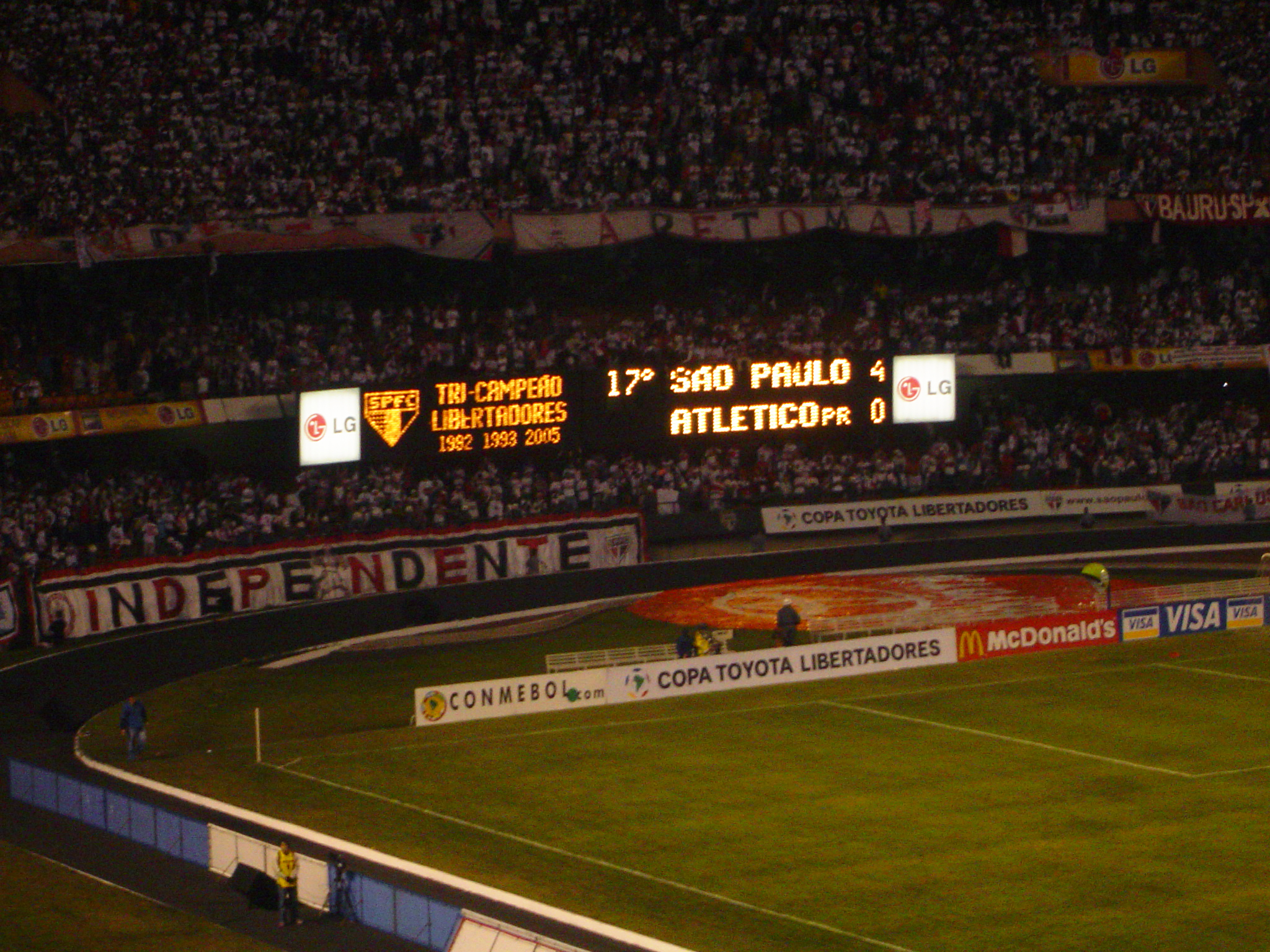
Placar eletrônico durante a final de 2005 no Estádio do Morumbi exaltando o time da casa,, após o mesmo vencer o Atlético Paranaense por 4–0 e conquistar o título pela terceira vez

Durante a Copa Libertadores da América de 2000, o Boca Juniors voltou ao topo do continente e ergueu a Taça Libertadores novamente após 22 anos. Conduzido por Carlos Bianchi, o Virrey, juntamente com jogadores destacados como Mauricio Serna, Jorge Bermúdez, Óscar Córdoba, Juan Roman Riquelme e Martín Palermo, o clube se estabeleceu como um dos melhores times do mundo. Os Xeneizes iniciaram esse legado ao vencer o detentor do título Palmeiras nas finais. O time do Boca ganhou a edição de 2001 ao derrotar, mais uma vez, o Palmeiras nas semifinais e o mexicano Cruz Azul na final. O Cruz Azul havia se tornado o primeiro clube mexicano a atingir a final após grandes atuações contra River Plate e um inspirado Rosário Central. Assim como os seus predecessores do final da década de 1970, no entanto, o Boca Juniors ficaria longe da terceira conquista consecutiva da Libertadores. Os Xeneizes se frustraram quando foram eliminados pelo Olimpia, desta vez nas quartas de final. Dirigido pelo técnico vencedor da Copa do Mundo de 1986 Nery Pumpido, o Olimpia superaria o Grêmio e chegara a final onde enfrentaria a grande surpresa São Caetano. A final foi sofrida: após perder a primeira partida em casa por 1–0, o Olimpia conseguiu levar a decisão nos pênaltis na partida de volta em São Paulo vencendo por 2–1 no tempo normal. Os paraguaios levaram a melhor nas penalidades e levaram seu terceiro título do torneio.
O torneio de 2003 foi talvez uma das edições mais excepcionais da história da Libertadores, já que muitas equipes, como América de Cali, River Plate, Grêmio, Cobreloa e Racing, entre outros, apresentaram grandes times; além de grandes surpresas inesperadas como Independiente de Medellín e Paysandu. O time do Santos (que tinha uma jovem equipe Campeã Brasileira em 2002, treinada por Emerson Leão e contando com jogadores de destaque como Renato, Alex, Léo, Ricardo Oliveira, Diego, Robinho e Elano), tornou-se um símbolo do futebol divertido e alegre que se assemelhava à geração de Pelé dos anos 60. O Boca Juniors mais uma vez mostrou seu talento dentro das quatro linhas preenchendo a lacuna deixada pelo bem sucedido time de 2000–2001 (com os novos destaques Rolando Schiavi, Roberto Abbondanzieri e Carlos Tevez). Boca Juniors e Santos acabariam se encontrando na final, fazendo uma revanche da edição de 1963 vencida pelos santistas. O Boca acabou vingando a derrota dos anos 60, superando o Santos nas duas partidas da final: 2–0 na Bombonera e 3–1 no Morumbi. O treinador Carlos Bianchi venceu a Copa pela quarta vez e se tornou o técnico mais bem sucedido da história da competição, enquanto o Boca comemorava seu Pentacampeonato. O time argentino chegaria a sua quarta final em cinco torneios no ano seguinte, mas foi superado pelo surpreendente Once Caldas da Colômbia. Empregando um estilo de futebol conservador e defensivo, o Once Caldas tornou-se o segundo clube colombiano a vencer a competição, depois do Atlético Nacional em 1989.
Depois de ser eliminado na semifinal de 2004, o São Paulo realizou um excelente torneio em 2005, chegando até a final para disputar o troféu com o Atlético Paranaense. Foi a primeira vez que a final da Libertadores envolveu dois times de um mesmo país. O "Tricolor" obteve sua terceira conquista depois de vencer o Atlético na partida de volta por 4–0. A final de 2006 também envolveu duas equipes brasileiras, com o atual campeão São Paulo em frente ao Internacional. Dirigidos pelo icônico capitão Fernandão, os Colorados venceram o São Paulo por 2–1 no Estádio do Morumbi e empataram por 2–2 em casa em Porto Alegre, ganhando assim seu primeiro título. O grande rival do Internacional, o Grêmio, deu o melhor de si e chegou à final de 2007 com um esquadrão relativamente novo. No entanto, enfrentou o Boca Juniors, que contava com muitos jogadores experientes, que acabou levando seu sexto título.

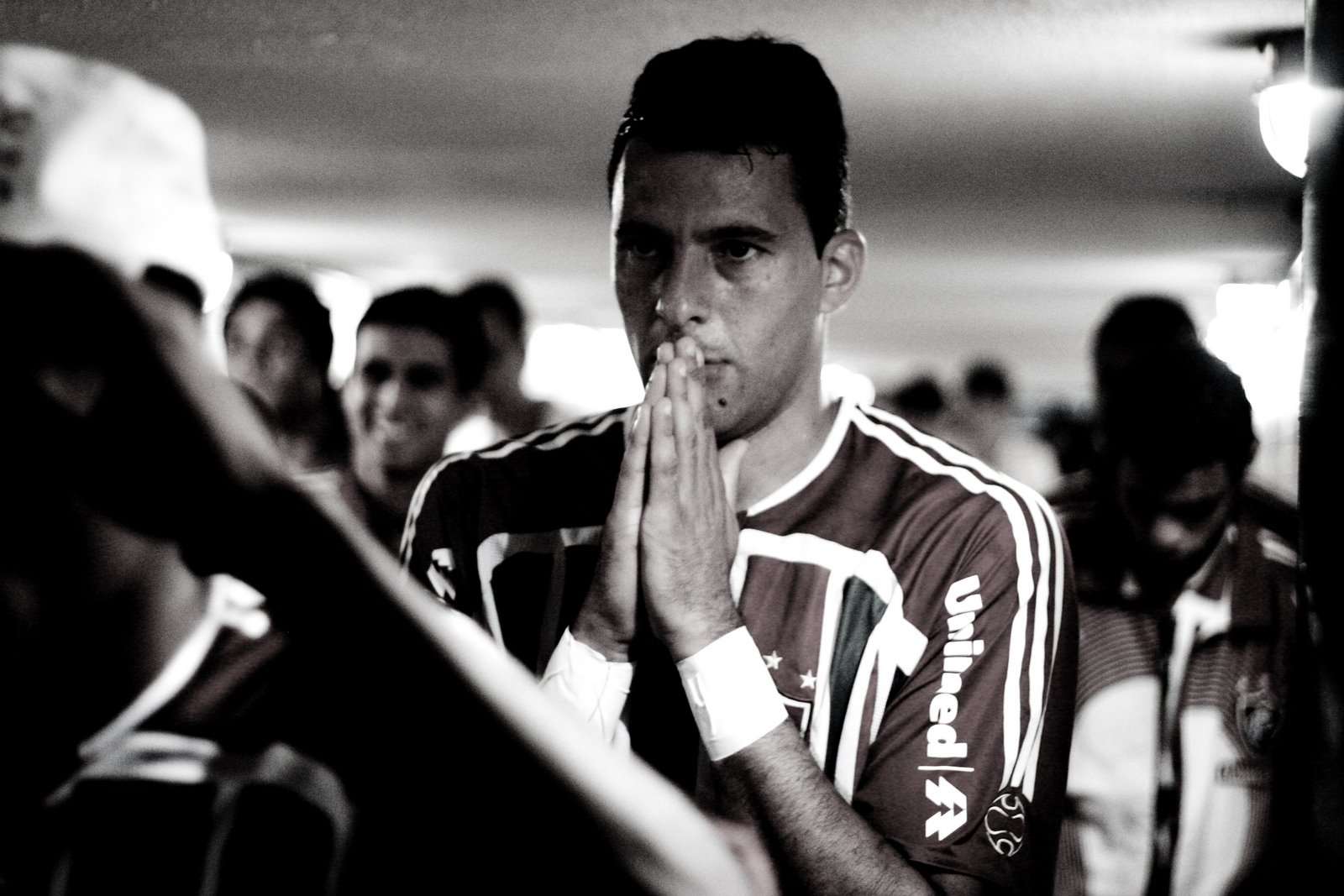
O jogador Washington do Fluminense, momentos antes de entrar em campo na final da Copa Libertadores de 2008

Em 2008, a CONMEBOL arranjou um novo patrocinador para o torneio: o Grupo Santander, a empresa espanhola é um dos maiores grupos bancários do mundo e substituiu a fabricante automotiva japonesa Toyota, como a principal patrocinadora da competição e tendo direito ao uso do naming rights da competição, tornou-se o patrocinador master da Copa Libertadores durante cinco anos, e assim o nome oficial mudou novamente para Copa Santander Libertadores. Nessa temporada, a LDU Quito tornou-se o primeiro time do Equador a vencer a Copa Libertadores depois de derrotar o Fluminense por 3–1 nas penalidades, no Rio de Janeiro, dentro do Estádio do Maracanã. O goleiro José Francisco Cevallos desempenhou um papel fundamental para a conquista do título, defendendo três cobranças nas penalidades máximas. Essa foi a primeira vez em que o Maracanã foi palco uma final de Libertadores, mesmo o Rio de Janeiro tendo já dois campeões da competição, o Flamengo e o Vasco da Gama. O maior ressurgimento da década aconteceu na 50ª edição da Libertadores e foi conquistada por um antigo clube que reapareceu pro continente. O Estudiantes, liderado por Juan Sebastián Verón, ganharam seu quarto título depois de 39 longos anos após a geração bem-sucedida da década de 1960 (liderada pelo pai de Juan Sebastián, Juan Ramón). Os pincharatas conseguiram derrotar o Cruzeiro por 2–1 na partida de volta em Belo Horizonte.

### Brasil e Argentina no topo novamente (2010–2019)

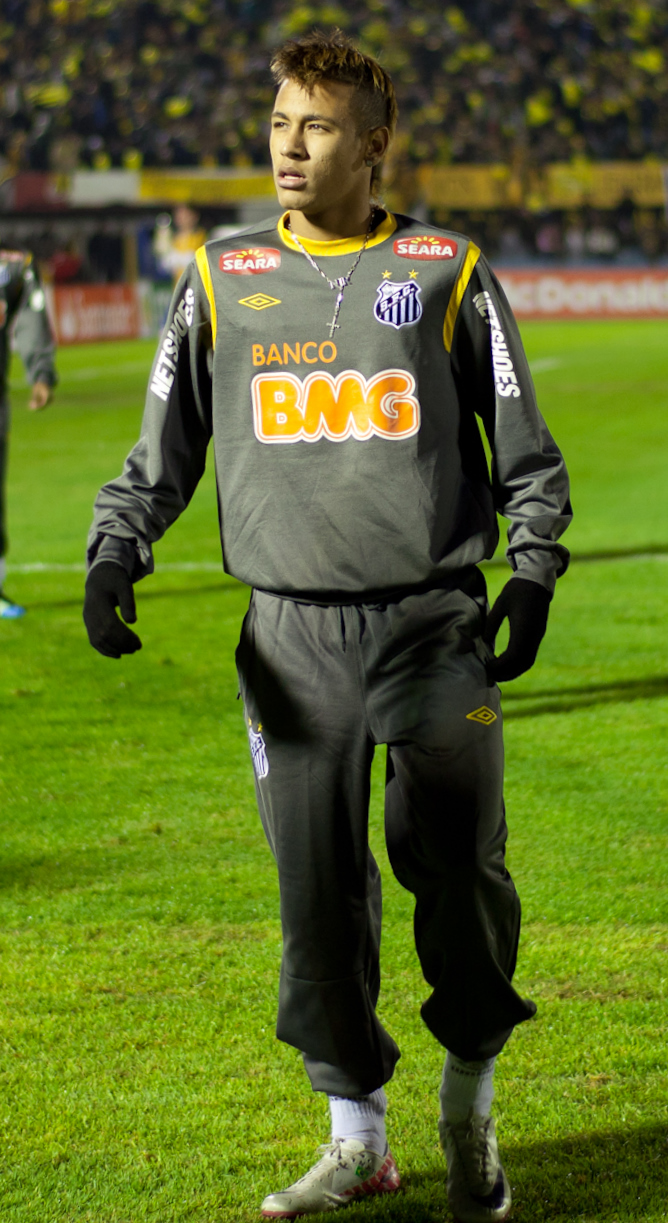
Neymar, em aquecimento antes da partida entre Peñarol e Santos pela final da Copa Libertadores da América de 2011

A partir de 2010, a competição passou a ser dominada pelos clubes brasileiros por quatro anos, primeiramente com o Internacional, que conquistou o bicampeonato ao derrotar o Chivas Guadalajara do México na final. Em 2011, o Santos volta a alcançar o topo do continente e vence sua terceira Copa depois de um longo hiato de 48 anos, superando novamente o Peñarol (como fez em sua primeira conquista em 1962) por 2–1 na finalíssima no Pacaembu em São Paulo. No ano seguinte, o Corinthians venceu o torneio de forma invicta, batendo o tradicional Boca Juniors por 2–0 na finalíssima em São Paulo. Foi o primeiro título do Corinthians na competição. Na segunda partida da final de 2013, o Atlético Mineiro devolveu ao Olimpia o placar de 2–0 que havia sofrido no primeiro jogo no Paraguai, levando a decisão para as penalidades máximas e se sagrou vencedor graças as defesas do goleiro Victor, conquistando seu primeiro título.
O domínio brasileiro terminou com o título do San Lorenzo da Argentina em 2014, batendo o Nacional do Paraguai nas finais. Mas uma condição permaneceu nessa conquista: o campeão mais uma vez era inédito pelo terceiro ano consecutivo. A vitória do San Lorenzo foi seguida pela vitória de outro argentino, o River Plate, ganhando seu terceiro título em 2015. O Atlético Nacional quebrou o domínio argentino e venceu a edição de 2016 ao derrotar o Independiente del Valle do Equador em um placar agregado de 2–1. A equipe colombiana ganhou seu segundo título após 27 anos, tornando-se a primeira equipe do Pacífico a atingir um bi da competição. Em 2017, o Grêmio voltaria a colocar o Brasil no topo da Libertadores, ganhando o torneio pela terceira vez em sua história após 22 anos, ao derrotar o Lanús da Argentina na final com um placar agregado de 3–1. O Tricolor Gaúcho foi a segunda equipe brasileira a vencer a Libertadores em solo argentino, depois do Santos em 1963. 
Em 2018 o River Plate ganhou o certame pela quarta vez numa final contra o seu maior rival, o Boca Juniors, depois de empatar a primeira partida na Bombonera por 2–2 e vencer a segunda partida no Estádio Santiago Bernabéu, em Madrid, por 3–1 na prorrogação. Esta foi a primeira vez que o superclássico do futebol argentino decidiu uma final internacional (sendo a terceira final na história da competição com dois times de um mesmo país após 2005 e 2006), e também a primeira vez que foi decidida fora da América do Sul, após a partida de volta ter sido transferida de Buenos Aires por questões de segurança.
A partir de 2019, a competição passou a ser decidida em jogo único em campo previamente definido. O River Plate alcançou novamente a final, dessa vez contra o Flamengo. O clube brasileiro venceu de virada por 2–1 e conquistou seu segundo título na história, consolidando brasileiros e argentinos como maiores vencedores na década.

### Domínio brasileiro (2020–)

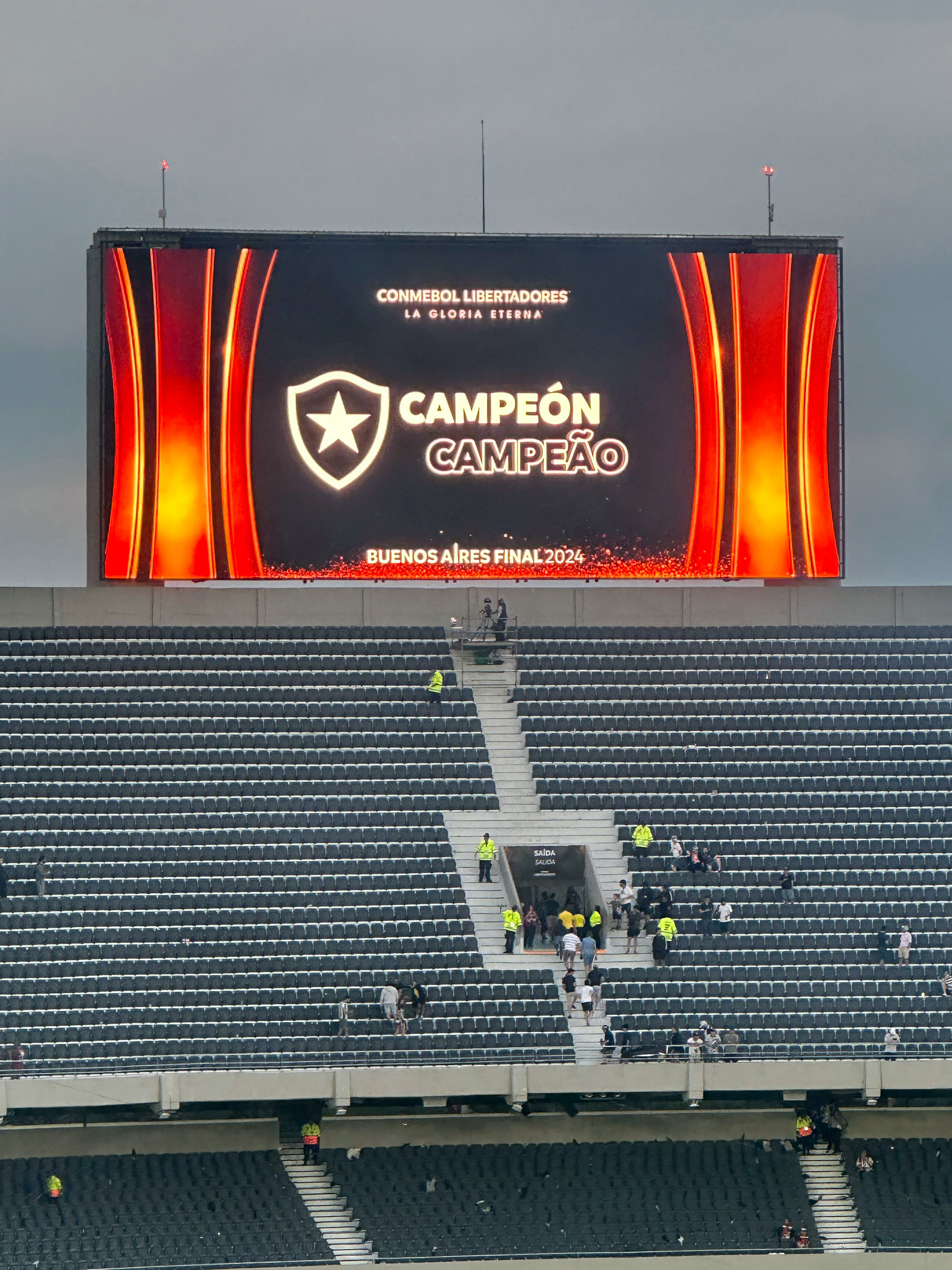
Telão no Estádio Mâs Monumental, em Buenos Aires exalta o título do Botafogo, campeão da edição de 2024

Entre 2020 e 2022, a Libertadores foi marcada por uma série de finais entre equipes brasileiras. Adiada durante cerca de cinco meses devido à pandemia de COVID-19, a edição de 2020 teve sua final remarcada para dia o 30 de janeiro de 2021, ao invés da data original de 21 de setembro de 2020. Palmeiras e Santos se enfrentaram no Estádio do Maracanã, tendo o "alviverde paulista" como campeão pela segunda vez após 21 anos.
Ainda em 2021, o Palmeiras voltou a conquistar a Copa Libertadores da América, tornando-se tricampeão da competição ao derrotar o Flamengo na final disputada no Estádio Centenario em Montevidéu, no Uruguai. Com o título, a equipe paulistana se transformou no clube brasileiro com melhor desempenho na história da Libertadores e o único time na história a ter conquistado a Copa Libertadores duas vezes no mesmo ano.
Em 2022, nova final brasileira, dessa vez entre Flamengo e Athletico Paranaense, com vitória da equipe carioca em Guaiaquil, no Equador, no que foi sua terceira conquista continental e se igualando a Grêmio, Palmeiras, Santos e São Paulo como os maiores vencedores do país na Libertadores.
O Boca Juniors quebrou a sequência de finais brasileiras em 2023, mas o título seguiu no Brasil com a conquista inédita do Fluminense jogando no Maracanã.
Em 2024, a final voltou a ser brasileira, com Atlético Mineiro e Botafogo. O alvinegro carioca conquistou o título de forma inédita, com a competição tendo dois campeões inéditos consecutivamente. Com seis títulos em sequência, os clubes brasileiros superaram os argentinos nesse aspecto, com quatro triunfos consecutivos duas vezes, entre 1967 e 1970 e 1972 e 1975.

## Formato

### Classificação

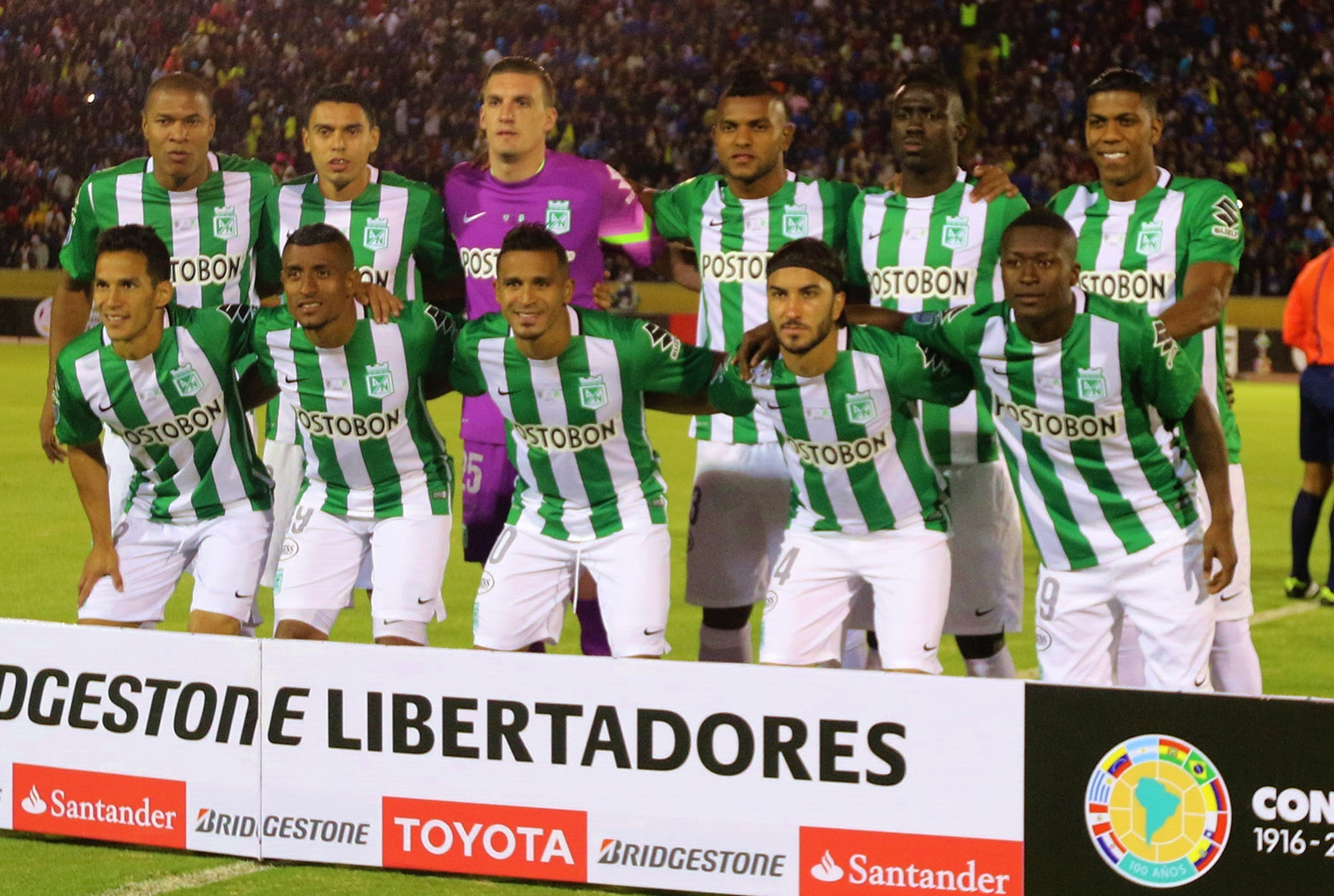
A equipe colombiana conquistou seu segundo título na edição de 2016.

A forma de classificação para a competição é geralmente baseada nos resultados dos campeonatos nacionais dos países do continente, assim como a Liga dos Campeões da UEFA, na Europa. Mas há confederações que se utilizam de torneios próprios, independentes dos campeonatos nacionais propriamente ditos, para definir pelo menos algumas vagas como a Copa do Brasil, no Brasil, desde 1989, a Liguilla Pré-Libertadores, no Uruguai, entre 1974 e 2009, e no Chile desde 1974 (com algumas interrupções), o Torneo del Inca, no Peru, em 2015, e a InterLiga, entre 2004 e 2010, e Supercopa MX, entre 2014 e 2016, no México.
A Libertadores tem uma primeira fase na qual um número de clubes, atualmente 19, são emparelhados em duas séries de "mata-matas". Os quatro sobreviventes juntam-se aos clubes restantes na segunda fase, na qual são divididos em grupos de quatro. Os times dos grupos da segunda fase jogam entre si em turno e returno. Os dois melhores de cada grupo classificam-se para a fase eliminatória, na qual é realizado um sorteio entre os primeiros e segundos colocados dos grupos. A disputa acontece então em um novo sistema "mata-mata", assim como as quartas de final, semifinais e a final. Entre 1960 e 1987 os campeões da edição anterior entravam na competição na fase semifinal, tornando muito mais fácil a retenção do título. A partir de 1988 o campeão da edição anterior passou a entrar na terceira fase. Apenas a partir da edição de 2000, o campeão do ano anterior passou a disputar desde a fase de grupos, precisando obter vaga para a fase eliminatória, como os demais participantes.
Em seus primeiros anos, apenas os campeões nacionais das principais nações participavam, sendo a edição de 1966 a primeira a contar também com os vice-campeões. A competição acabou aumentada para 21, 32, 36, 38 e agora conta com 47 clubes.
A partir de 2010 o campeão da Copa Sul-Americana passou a ter uma vaga na Libertadores do ano seguinte, ocupando uma das vagas previamente estabelecidas para cada confederação (5 para Brasil e Argentina, e 3 para as demais confederações).
A partir de 2017 a competição passou a ter 44 equipes e duas fases preliminares antes da fase de grupos, garantindo mais duas vagas extras para o Brasil e uma para a Argentina, Chile e Colômbia, além da vaga do campeão da Copa Sul-Americana direto na fase de grupos (até 2016 entrava na primeira fase).
As vagas são distribuídas da seguinte maneira (para 2022):
| Vagas | País      | Classificação |
| ----- | --------- | --- |
| 1     |           | Campeão da Copa Libertadores do ano anterior |
| 1     |           | Campeão da Copa Sul-Americana do ano anterior |
| 6     | Argentina | Campeão do Campeonato Argentino (1) Campeão da Copa Argentina (1) Campeão da Copa da Liga (1) Pontuação geral na temporada (3)                                                      |
| 4     | Bolívia   | Primeiro a quarto lugar no Campeonato Boliviano (4) |
| 7     | Brasil    | Primeiro a sexto lugar no Campeonato Brasileiro (6) Campeão da Copa do Brasil (1)                                                                                                   |
| 4     | Chile     | Primeiro a terceiro lugar no Campeonato Chileno (3) Campeão da Copa Chile (1) |
| 4     | Colômbia  | Campeão do Torneio Apertura do Campeonato Colombiano (1) Campeão do Torneio Finalización do Campeonato Colombiano (1) Campeão da Copa Colômbia (1) Pontuação geral na temporada (1) |
| 4     | Equador   | Campeão e vice-campeão do Campeonato Equatoriano (2) Pontuação geral na temporada (2)                                                                                               |
| 4     | Paraguai  | Campeão do Torneio Apertura do Campeonato Paraguaio (1) Campeão do Torneio Clausura do Campeonato Paraguaio (1) Pontuação geral na temporada (2)                                    |
| 4     | Peru      | Campeão e vice-campeão do Campeonato Peruano (2) Pontuação geral na temporada (2)                                                                                                   |
| 4     | Uruguai   | Campeão e vice-campeão do Campeonato Uruguaio (2) Pontuação geral na temporada (2)                                                                                                  |
| 4     | Venezuela | Primeiro a quarto lugar no Campeonato Venezuelano (4) |

Os times de pior campanha de cada país, com exceção de Argentina, Chile e Colômbia onde está incluído o segundo de pior campanha e do Brasil onde se inclui também a terceira pior campanha, totalizando 16 times, jogam duas fases de mata-mata, sobrando 4 equipes que se juntam às 28 restantes na fase de grupos da Copa.
No México, uma das vagas era definida num jogo realizado entre os campeões do Torneio Apertura e do Clausura do país. No Brasil, entre os anos de 2000 e 2002, uma das vagas ficava com o campeão da Copa dos Campeões, competição oficial da CBF, atualmente não mais disputada.

### Regras

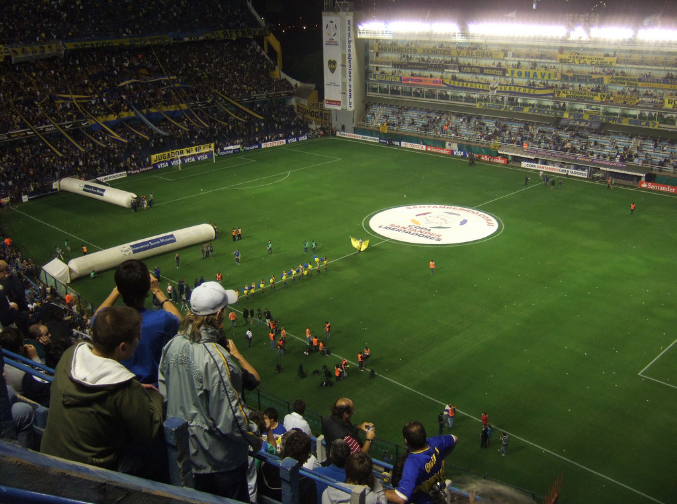
Partida entre Boca Juniors e Colo-Colo, no Estádio La Bombonera válida pela fase de grupos da Libertadores de 2008.

Ao contrário da maioria das outras competições de futebol ao redor do mundo, a Copa Libertadores historicamente ficou por um bom período sem usar em suas partidas métodos de desempate como a regra do gol fora de casa ou até mesmo prorrogações. De 1960 a 1987, as finais em duas partidas usavam como critério único o total de pontos somados nos dois jogos (as equipes recebiam 2 pontos por uma vitória, 1 ponto por empate e nenhum ponto por derrota), sem levar em consideração o saldo de gols. Se ambas as equipes permanecessem empatadas em número de pontos após as duas partidas, um terceiro jogo de desempate (playoff) seria disputado em um campo neutro. Se mesmo assim a terceira partida permanecesse empatada (mesmo após o tempo extra) uma disputa por pênaltis era realizada para determinar o campeão.
A partir de 1988, os playoffs foram abolidos, limitando o número de jogos nas finais a apenas duas partidas. Exclusivamente em 1988, além de não haver uma terceira partida, não havia também o critério de saldo de gols como desempate, o que levou a decisão daquele ano para a prorrogação. A partir de 1989, passaram a valer como critérios, além do número de pontos, o saldo de gols, com uma disputa por pênaltis imediata (sem prorrogação) caso o empate no placar agregado persistisse. No ano de 1995, por determinação da FIFA, uma vitória passaria a valer três pontos, e não mais dois, com empate e derrota mantendo seu valor de um ponto e zero pontos, respectivamente. Entre 2005 e 2021, a CONMEBOL usou a regra dos gols fora de casa nos jogos eliminatórios, sendo que em 2008 somente as partidas finais não foram consideradas para a utilização dessa mesma regra e utilizado tempo extra (prorrogação) caso o placar agregado permanecesse empatado. A regra do gol como visitante foi abolida a partir de 2022.
No dia 23 de fevereiro de 2018 durante uma reunião do conselho da CONMEBOL, foi anunciado que a partir da edição de 2019 a Libertadores da América seria decidida em finais de jogo único, seguido de prorrogação e disputa por pênaltis se necessário e realizada num local previamente escolhido anualmente antes; segundo a entidade, a decisão foi tomada "após análise rigorosa de diversos estudos técnicos preparados por consultores especializados". A ideia é de que as partidas decisivas sejam realizadas em horário nobre aos sábados (nos mesmos moldes das finais da Liga dos Campeões da UEFA) e que os clubes finalistas recebam 25% de receita da bilheteria cada um (sem arcar com nenhuma despesa de organização da partida). A primeira cidade a sediar a final única foi Lima, no Peru, após a impossibilidade de Santiago sediar a final devido a protestos no Chile.

### Torneio
A versão atual da competição possui 47 clubes que competem por um período de aproximadamente 11 meses (janeiro a novembro). Existem três fases: as primeiras fases eliminatórias, a fase de grupos e a fase final, também eliminatória.
A primeira fase envolve 20 clubes que disputam três fases eliminatórias em partidas no sistema ida-e-volta, onde classificam-se quatro clubes para a fase de grupos. Esta, por sua vez, é disputada por 32 times divididos em 8 grupos com quatro concorrentes cada. As equipes de cada grupo jogam no formato de "todos contra todos" com turno e returno, com cada equipe jogando um jogo como mandante e outro como visitante contra todos os adversários de seu respectivo grupo. As duas primeiras equipes de cada grupo são então classificadas para fase final, que consiste em uma disputa de "mata-mata" com jogos de ida-e-volta. A partir dessa fase, a competição prossegue com subfases, nomeadamente as oitavas de final, quartas de final, semifinal e final, todas com duas partidas cada onde cada time joga uma partida como mandante e outra visitante (com exceção da final, que é disputada em jogo único num local previamente escolhido pela CONMEBOL). Entre 1960 e 1987, os times que defenderiam o título entravam na competição apenas na fase semifinal, o que facilitava muito para um time ser campeão consecutivamente.
Entre 1960 e 2004, o vencedor do torneio era classificado para a disputa da extinta Copa Intercontinental (ou após 1980 Copa Europeia/Sul-Americana Toyota), um torneio de futebol organizado pela UEFA e CONMEBOL que confrontava o campeão da Libertadores e da Liga dos Campeões da UEFA. A partir de 2005 até 2023, o vencedor da Libertadores ganhava vaga para a extinta Copa do Mundo de Clubes da FIFA, uma competição internacional anual organizada pela FIFA disputada pelos clubes campeões das seis confederações continentais. Como a Europa e a América do Sul são consideradas potências do futebol mundial, os campeões desses continentes entravam no torneio diretamente na fase semifinal. Em 2024, surge a Copa Intercontinental da FIFA entre os campeões continentais disputada todo ano, e a partir de 2025, o quadrienal Mundial de Clubes FIFA. A equipe vencedora da Libertadores também ganha o direito de disputar a Recopa Sul-Americana num confronto de duas partidas contra o vencedor da Copa Sul-Americana.

## Premiação

### Troféu

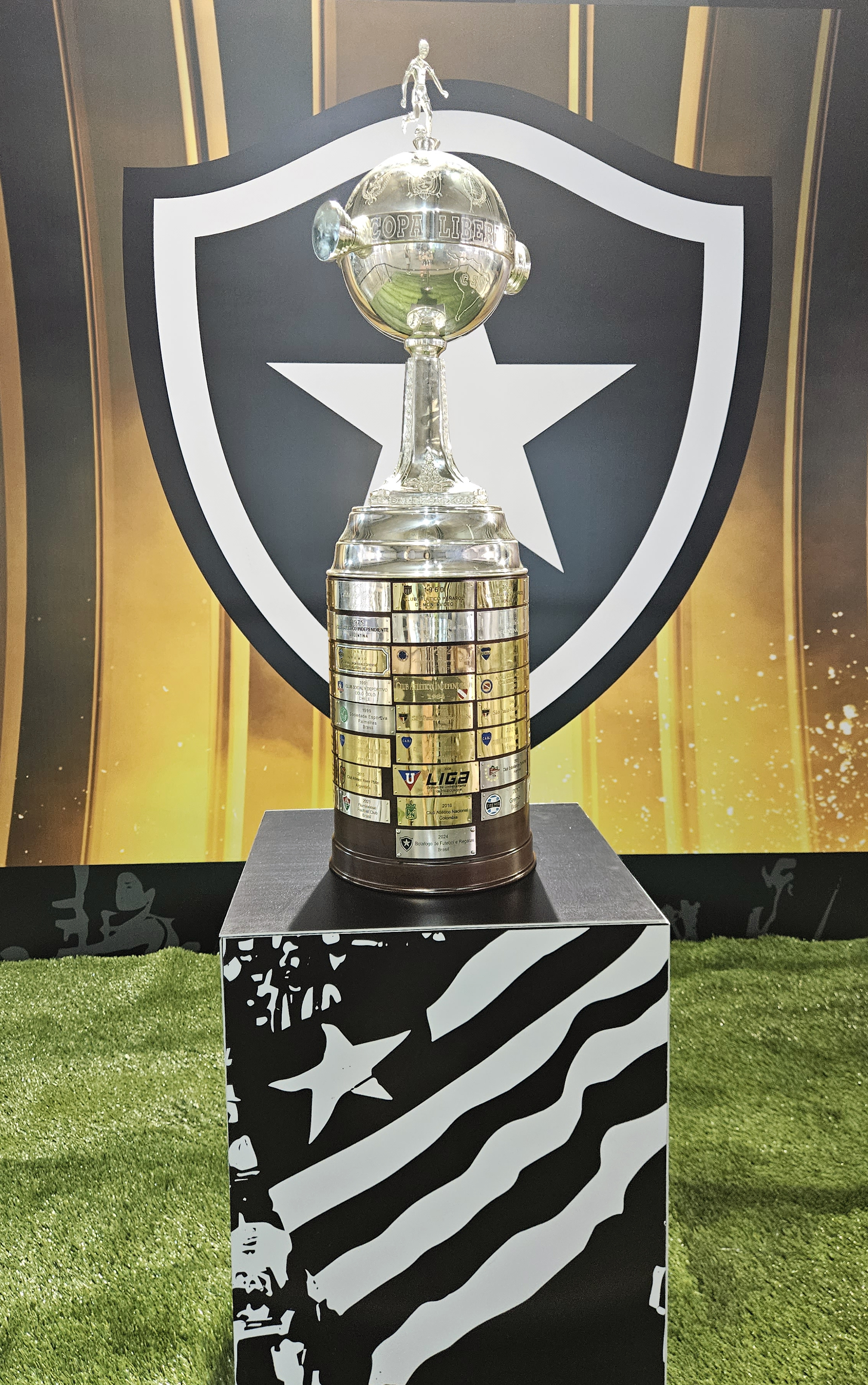
Troféu da edição de 2024 da Copa Libertadores, vencida pelo Botafogo.

O troféu da competição foi concebido já no ano de 1959, logo quando a Copa Libertadores foi criada. O então presidente da CONMEBOL, Férmin Sorhueta, solicitou a Teófilo Salinas, membro do Comitê Executivo, a busca por uma taça para o torneio que teria início no ano seguinte, em 1960. O troféu foi desenhado na capital peruana pelo designer italiano Alberto de Gásperi, sendo aprovado pelos dirigentes da entidade. Ficou decidido também que os clubes que vencessem o torneio três vezes seguidas teria o direito de ficar com a taça em formato definitivo.
Inicialmente, o objeto era consistido basicamente em 63 centímetros de prata esterlina; no topo da taça, há uma figura composta de bronze representando um jogador de futebol se preparando para chutar uma bola localizado acima de uma esfera com duas alças. A metade superior do globo abaixo do jogador leva os dez brasões dos países membros da CONMEBOL; na barra do meio da esfera era localizada a inscrição "Campeonato de Campeones de Sudamerica". Na edição de 1967, foi adicionado na base do troféu um pedestal de madeira de cedro negro na qual os clubes campeões da competição seriam mostrados na base da taça através de pequenas placas de metal onde seriam mostrados o ano que o time venceu o torneio, o nome completo do clube vencedor, a cidade e a nação de origem da equipe juntamente com o escudo da agremiação; em 2005, a antiga inscrição no meio da esfera foi substituída apenas pelo nome popular do torneio "Copa Libertadores", a qual se mantém até hoje.
No princípio, os próprios clubes campeões eram responsáveis por implementar suas próprias placas na base de madeira do troféu, o que causou uma falta de "padronização" das mesmas, pois as placas possuíam diversos tamanhos e cores diferentes (algumas eram prateadas e outras douradas). O primeiro pedestal de cor escura durou até 1981; no ano seguinte a base seria substituída por uma madeira de cor mais clara e com maior capacidade para abrigar as placas dos campeões.
Contudo, ainda em 2004, um acidente ocorrido com o troféu original forçaria a CONMEBOL a não utiliza-lo mais nas cerimônias de premiações em finais: durante a comemoração na cerimônia de premiação da equipe campeã do Once Caldas, o jogador Herly Alcázar destruiu a parte superior da esfera em meio à festa dos colombianos; após o ocorrido, a entidade máxima do futebol sul-americano decidiu guardar o troféu original e substituí-lo por uma réplica quase idêntica nas premiações dos clubes, onde os campeões ficariam com a posse da peça por um ano para depois ser devolvida à CONMEBOL (como era com o troféu original). Em 2009, esta réplica ganhou uma última alteração tornando as placas agora padronizadas (todas de cor prata e de tamanho único) e anexadas pela própria CONMEBOL no ato da premiação dos campeões nas finais, e não mais pelos próprios clubes como era até então. Para a edição de 2021, numa iniciativa vinda do presidente Alejandro Domínguez, o troféu original foi novamente restaurado para voltar a ser utilizado nas cerimônias de premiação das finais; nesta nova restauração, a grande novidade foi o retorno das plaquinhas originais feitas pelos clubes campeões anteriormente na base de madeira da taça. Atualmente, o troféu pesa 10 quilos e 25 gramas e possui uma altura aproximada de 1 metro em sua totalidade.
O troféu atual é o terceiro a ser fabricado e oferecido na competição, uma vez que o Estudiantes (tricampeão consecutivo em 1968, 1969, 1970) e o Independiente (tricampeão consecutivamente em 1972, 1973, 1974), ambos da Argentina, conseguiram o direito de ter em definitivo a posse do troféu.

#### Evolução do troféu
|          |           |           |           |           |           |            |
| Até 1966 | 1967–1981 | 1982–2003 | 2004–2008 | 2009–2020 | 2021–2023 | Desde 2024 |

O troféu da Libertadores passou por sete versões devido a mudanças no pedestal, nas placas dos campeões e na esfera superior. De 1960 a 1966, não tinha pedestal, que foi adicionado em 1967.
Entre 1967 e 1981, a CONMEBOL introduziu um pedestal com espaço para 21 placas. Com o título do Nacional em 1980, ele foi preenchido. 
Após o título do Flamengo em 1981 e a impossibilidade de adicionar sua plaquinha, em 1982, foi ampliado para 28 placas e, a partir de 1988, os campeões começaram a colocar suas placas na borda da base. Esse modelo permaneceu até 2003, embora tenha sido completamente ocupado em 1997.
Em 2004, a base foi ampliada, as placas que faltavam foram adicionadas e reorganizadas em fileiras horizontais, com espaço projetado para ser preenchido até 2023. No entanto, esse formato foi utilizado apenas até 2008. Durante esse período, ocorreram danos significativos na esfera superior durante a comemoração do Once Caldas após a conquista do título inedito. Após a restauração realizada por uma empresa chilena, peças originais foram perdidas e só foram recuperadas na restauração de 2021.
Em 2009, a CONMEBOL fez um novo troféu com placas padronizadas e espaço para campeões até 2022, mas foi aposentado após 2020. Em 2019, substituíram-se as placas desgastadas de 2009.
Em 2021, o troféu de 2004-2008 foi restaurado, recuperando peças originais, mas a esfera superior perdeu sua forma arredondada. A base foi preenchida em 2023 no titulo do Fluminense.
Para 2024, o pedestal foi ampliado para incluir campeões até 2031, e a esfera superior foi corrigida.

### Prêmio em dinheiro
A partir de 2023, a CONMEBOL aumentou significativamente os valores de premiação em dinheiro para os clubes participantes. Atualmente, um total de 225,9 milhões de dólares estadunidenses são distribuídos:
- Eliminado na primeira fase: US$ 400 mil (R$ 1,95 milhão);
- Eliminado na segunda fase: US$ 500 mil (R$ 2,44 milhões);
- Eliminado na terceira fase: US$ 600 mil (R$ 2,93 milhões);
- Fase de grupos: US$ 3 milhões (R$ 15 milhões);
- Vitória na fase de grupos: US$ 330 mil (R$ 1,66 milhão);
- Oitavas de final: US$ 1,25 milhão (R$ 6,3 milhões);
- Quartas de final: US$ 1,7 milhão (R$ 8,55 milhões)
- Semifinal: US$ 2,3 milhões (R$ 11,6 milhões)
- Vice-campeão: US$ 7 milhões (R$ 35,2 milhões)
- Campeão: US$ 23 milhões (R$ 115,7 milhões)

Além disso, cada partida como mandante na fase de grupos rende mais 1 milhão de dólares (cerca de R$ 5 milhões) e um valor adicional de 5 milhões de dólares (R$ 25 milhões) como premiação se o campeão da Libertadores conquistar o Mundial de Clubes.

## Impacto cultural
A Copa Libertadores ocupa um espaço importante na cultura sul-americana. O folclore, a fanfarra e a organização de muitas competições em todo o mundo devem seus aspectos à Libertadores. Que é considerada a competição inter-clubes mais importante do continente, além de ser um dos torneios mais prestigiados do mundo, junto com a Liga dos Campeões da UEFA.

### O "Sueño Libertador"
O Sueño Libertador, ou Sonho Libertador em português, é uma frase promocional usada pelo jornalismo esportivo no contexto de ganhar ou tentar vencer a Copa Libertadores. Assim, quando um time é eliminado da competição, é comum dizer que esta equipe "despertou do sonho Libertador". O "sonho" normalmente começa após o clube ganhar a liga nacional (o qual lhes concede o direito de competir na Copa Libertadores do ano seguinte).
É comum que os clubes gastem grandes somas para disputar a Copa Libertadores. Em 1998, o Vasco da Gama gastou US$ 10 milhões para montar o elenco que foi campeão daquele ano e, no ano seguinte, o Palmeiras, treinado por Luiz Felipe Scolari, trouxe Júnior Baiano entre outros jogadores de destaque e conseguiu vencer a sua primeira Copa Libertadores em 1999.
O torneio é altamente desejado pelos seus participantes. Em 2010, os jogadores do Chivas Guadalajara do México declararam que prefeririam jogar na final da Copa Libertadores do que disputarem um amistoso contra a Espanha, depois que esta venceu a Copa do Mundo FIFA de 2010. Da mesma forma, após o triunfo na Copa do Brasil de 2010, vários jogadores do Santos optaram por permanecer no clube para poderem jogar a Copa Libertadores da América de 2011, mesmo recebendo ofertas milionárias de clubes europeus, como o Chelsea da Inglaterra e Lyon da França. O ex-goleiro do Boca Juniors, Óscar Córdoba, afirmou que a Copa Libertadores foi o troféu mais importante que ele havia vencido em sua carreira (acima inclusive da Copa Intercontinental) Deco, vencedor duas vezes da Liga dos Campeões da UEFA com o Porto e o Barcelona em 2004 e 2006 respectivamente, afirmou que trocaria essas duas conquistas internacionais por um título da Libertadores.

### "La Copa se mira y no se toca"
Desde a sua criação em 1960, a Copa Libertadores foi predominantemente conquistada por clubes de países da costa atlântica: Argentina, Brasil e Uruguai. O Olimpia do Paraguai tornou-se o primeiro time fora desses países a vencer a Copa Libertadores erguendo o troféu de 1979.
O primeiro clube de um país da costa do Pacífico a chegar a uma final da Libertadores foi o Universitario, de Lima, no Peru, que foi vice em 1972 para o Independiente da Argentina. No ano seguinte, o Independiente derrotou na final o Colo-Colo do Chile, outra equipe de um país do Pacífico, criando o mito de que o troféu nunca iria para o oeste, dando à luz ao ditado La Copa se mira y no se toca (em português, A Taça é vista mas não tocada). O  Unión Española tornou-se a terceira equipe do Pacífico a atingir a final em 1975, embora também perdessem para o Independiente. Em 1990 e 1998, o Barcelona do Equador, também chegou nas finais, mas perdeu as duas para Olimpia e Vasco da Gama, respectivamente. O Atletico Nacional de Medellín, da Colômbia, venceu a Copa Libertadores em 1989, tornando-se a primeira equipe de uma nação da costa do Pacífico a conquistar o torneio.
Após o triunfo do Colo-Colo do Chile em 1991, uma nova frase foi cunhada naquele país após a conquista: La copa se mira y se toca (A Taça é vista e tocada). Outros clubes de nações com costa no Pacífico que ganharam a competição foram Once Caldas da Colômbia em 2004 e LDU Quito do Equador em 2008. O Atlético Nacional da Colômbia ainda venceu seu segundo título em 2016.

## Patrocínio
Assim como a Copa do Mundo FIFA, a Libertadores é patrocinada por um grupo de corporações multinacionais. Entre 1998 e 2017 a competição tinha um patrocinador master que dava direito de nomeação.
O primeiro grande patrocinador da Libertadores foi a montadora japonesa Toyota Motor Corporation, que assinou um contrato de 10 anos com a CONMEBOL em 1997. O segundo principal patrocinador foi o banco espanhol Santander, que assinou um contrato de 5 anos com a CONMEBOL em 2008. Entre 2013 e 2017 a competição teve como patrocínio principal a fabricante de pneus japonesa Bridgestone Corporation. Para 2018 a CONMEBOL decidiu não renovar o contrato de naming rights com a Bridgestone nem procurar um novo patrocinador para nomear o torneio, numa estratégia que visa deixar o nome da competição mais limpo.
Muitos patrocinadores secundários também investiram no torneio. A Nike fornece a bola oficial das partidas, assim como para todas as outras competições da CONMEBOL. O jogo eletrônico FIFA da EA Sports também é um patrocinador secundário, sendo o videogame oficial da Copa Libertadores.
Os patrocinadores e marcas anunciantes atuais do torneio são:
- Amstel[116]
- Entain[117]
  - Sportingbet (somente Brasil)
  - bwin (exceto Brasil)
- Coca-Cola[118]
  - Powerade
- Electronic Arts[115]
  - EA Sports
- Crypto.com[115]
- Mastercard[119]
- TCL[120]
- Nike

## Cobertura da mídia
O torneio atrai audiências de televisão além da América do Sul como Estados Unidos, México e Espanha. Os jogos são transmitidos em mais de 135 países, com comentários em mais de 30 idiomas, sendo um dos eventos esportivos mais assistidos na televisão mundial. A Fox Sports en Latinoamérica, por exemplo, atinge mais de 25 milhões de famílias nas Américas. A edição de 2009 teve mais de 1 bilhão de telespectadores acompanhando o certame. A Torneos y Competencias é uma empresa secundária que patrocina as transmissões de televisão da Copa Libertadores. O canal beIN Sports da Austrália transmite jogos da Copa Libertadores ao vivo para o país.
No Brasil a Copa Libertadores da América ainda demoraria para conquistar um espaço na mídia brasileira. Assim como as primeiras Copas do Mundo, as primeiras edições da Libertadores seriam gravadas na tecnologia de videoteipe para depois serem exibidas na TV; foi assim com as duas primeiras conquistas do Santos, que primeiro foram gravadas para depois serem narradas e exibidas pela extinta TV Tupi na década de 1960. Em 1976, quando o Cruzeiro levantou o troféu daquele ano, a maioria de seus jogos eram exibidos na televisão através de compactos previamente gravados, embora as transmissões ao vivo via satélite já estivessem disponíveis no torneio desde a edição de 1971. À medida que a popularidade da competição crescia aos poucos, os jogos da Libertadores passaram a ter suas primeiras partidas exibidas ao vivo através das redes Globo e Bandeirantes no final daquela década. Nos anos 80, a Libertadores ganharia mais espaço na televisão brasileira, com as transmissões da Rede Globo e, eventualmente, do SBT (que chegou a exibir algumas partidas do torneio entre 1981 e 1982); nesse período, os brasileiros viram as conquistas do Flamengo, em 1981, e Grêmio, em 1983. Mas foi nos anos 90 que o torneio passou a ser acompanhado mais assiduamente pelos brasileiros, com as equipes da Globo e, em algumas ocasiões também, da Rede Bandeirantes, da Rede Record e das extintas Rede Manchete e Rede OM nas transmissões da Libertadores. A Rede Globo deteve os direitos exclusivos da competição para exibição em TV aberta de 2002 até agosto de 2020, quando a emissora rescindiu o contrato com a CONMEBOL por conta da crise econômica causada pela pandemia de COVID-19; para substituir a Globo, a CONMEBOL firmou um acordo com o SBT para transmissão do evento assinando um contrato de exclusividade de sinal aberto até 2022, marcando a primeira vez em décadas que a Globo ficou sem exibir a Libertadores. Após nova concorrência, a Globo retomou os direitos de transmissão em TV aberta a partir da temporada 2023, também com a transmissão de algumas partidas da competição pela Globoplay, sua plataforma de streaming.
A Fox Sports, de propriedade do grupo norte-americano The Walt Disney Company, com sede na Argentina, é a principal detentora dos direitos de transmissão na América Latina e, durante alguns anos, a co-organizadora do torneio oferecendo prêmios em dinheiro aos clubes que passam em cada fase. A emissora adquiriu os direitos de exibição da Libertadores em 2002 após a falência da PSN, que transmitiu com exclusividade a Libertadores para o continente – no Brasil, foi o canal exclusivo para televisão por assinatura – por duas temporadas. Como não havia um canal da Fox Sports no Brasil, a Copa Libertadores da América de 2002 não foi transmitida para o país em sinal fechado. A partir do ano seguinte, a Fox Sports repassou o torneio para o SporTV e a Rede Globo enquanto não possuía um canal próprio em território brasileiro. A partir da edição de 2012 da Libertadores, a Fox Sports requisitou a exclusividade para TV fechada quando lançou seu canal do Brasil. Entre 2013 e 2016, a Fox Sports fez um acordo com o SporTV, no qual os dois canais compartilhavam o jogo principal da rodada, com a Fox detendo exclusividade de uma segunda escolha e o SporTV, da terceira. Todos os demais jogos eram exclusivos da Fox. A partir da edição 2017 até março de 2020, a transmissão em TV fechada continuava sendo da Fox e do SporTV, porém com um novo sistema de compartilhamento, onde cada uma escolhia o jogo que iria transmitir – exceto a final – tendo direito cada uma de até 50% das partidas.
Com a desistência do Grupo Globo em transmitir o restante da competição em 2020 e os direitos em TV aberta indo para o SBT, os jogos que eram destinados ao SporTV na TV fechada foram transferidos para um sistema de pay-per-view com a criação da Conmebol TV, em parceria com o Grupo Bandeirantes. Com a fusão do Fox Sports com a ESPN em 2020, esta última passou a ser a única transmissora em TV fechada da Libertadores a partir de 2022.
Outro pacote vendido pela CONMEBOL é o de "melhores momentos" pela internet, pacote esse vendido em substituição ao antigo pacote das quintas-feiras do quadriênio anterior. Este novo pacote permite a adição de lances poucos minutos após o acontecido ao vivo (notadamente gols, pênaltis e chances de gol) e dos melhores momentos compactos após os jogos. No período atual, entre 2023 a 2026, inicialmente o pacote de melhores momentos foi vendido ao portal OneFootball, que explorou o pacote até 2024 no Brasil. A partir de 2025 este pacote passou para o canal do Youtube da CazéTV, canal com mais de 18 milhões de inscritos e mais de 2 bilhões de visualizações.

## Bola
A bola oficial para uso nas partidas da Copa Libertadores é atualmente fabricada pela empresa alemã Puma. A bola, aprovada pela FIFA, pesa aproximadamente 422 gramas, e possui uma forma mais esférica que permite que a mesma voe mais rápido, mais longe e com mais precisão. De acordo com a Puma, a "Cumbre", nome oficial da bola, significa ápice ou apogeu e homenageia a cordilheira dos Andes, símbolo geográfico e cultural da América do Sul. A referência é uma metáfora à herança cultural forte e à determinação dos atletas do futebol sul-americano.

## Hino oficial
A Copa Libertadores da América, ao contrário de outras competições de futebol tradicionais como a Copa do Mundo e a Liga dos Campeões da UEFA, ficou conhecida por um bom período por não apresentar um hino original oficial para o torneio.[carece de fontes?]
De 1998 até 2016, a CONMEBOL utilizou um trecho da Nona Sinfonia de Beethoven como uma representação musical para a Libertadores, embora a música não fosse composta originalmente para a competição; o famoso coral no final da canção é a representação musical de Beethoven da Universal Brotherhood. A peça é uma adaptação não literal de An die Freude de Friedrich Schiller, a qual Beethoven admirava. O coro da sinfonia era tocada antes do início e no fim das transmissões de televisão das partidas da Libertadores, além da mesma também ter sido utilizada tradicionalmente durante o sorteio das equipes no início de cada edição. A Nona Sinfonia também era tocada durante as cerimônias de premiação aos campeões nas finais.
No ano de 2017, quando foi realizada uma reforma na organização e no certame da competição, a CONMEBOL apresentou, finalmente, um novo hino para a Libertadores. A nova música, que é apenas instrumental e não possui uma letra, foi reproduzida pela primeira vez durante o sorteio da fase de grupos da edição daquele ano e, desde então, é tocada tanto nas transmissões televisivas oficiais quanto no gramado como parte do protocolo de início das partidas do torneio, bem como durante as cerimônias de premiação aos campeões (assim como ocorria com a Nona Sinfonia).[carece de fontes?]

## Campeões
| v d e |

| 1960 Detalhes | Peñarol            | 1 – 0 1 – 1                         | Olimpia                 | San Lorenzo                               | Millonarios                           |
| 1961 Detalhes | Peñarol            | 1 – 0 1 – 1                         | Palmeiras               | Olimpia                                   | Independiente Santa Fe                |
| 1962 Detalhes | Santos             | 2 – 1 2 – 3 3 – 0                   | Peñarol                 | Universidad Católica                      | Nacional                              |
| 1963 Detalhes | Santos             | 3 – 2 2 – 1                         | Boca Juniors            | Botafogo                                  | Peñarol                               |
| 1964 Detalhes | Independiente      | 0 – 0 1 – 0                         | Nacional                | Santos                                    | Colo-Colo                             |
| 1965 Detalhes | Independiente      | 1 – 0 1 – 3 4 – 1                   | Peñarol                 | Boca Juniors                              | Santos                                |
| 1966 Detalhes | Peñarol            | 2 – 0 2 – 3 4 – 2 (pro)             | River Plate             | Universidad Católica Nacional             | Independiente Boca Juniors Guaraní    |
| 1967 Detalhes | Racing             | 0 – 0 2 – 1                         | Nacional                | Universitario River Plate Colo-Colo       | Cruzeiro Peñarol                      |
| 1968 Detalhes | Estudiantes        | 2 – 1 1 – 3 2 – 0                   | Palmeiras               | Racing                                    | Peñarol                               |
| 1969 Detalhes | Estudiantes        | 1 – 0 2 – 0                         | Nacional                | Universidad Católica                      | Peñarol                               |
| 1970 Detalhes | Estudiantes        | 1 – 0 0 – 0                         | Peñarol                 | River Plate                               | Universidad de Chile                  |
| 1971 Detalhes | Nacional           | 0 – 1 1 – 0 2 – 0                   | Estudiantes             | Palmeiras Universitario                   | Barcelona de Guayaquil Unión Española |
| 1972 Detalhes | Independiente      | 0 – 0 2 – 1                         | Universitario           | São Paulo Barcelona de Guayaquil          | Nacional Peñarol                      |
| 1973 Detalhes | Independiente      | 1 – 1 0 – 0 2 – 1 (pro)             | Colo-Colo               | San Lorenzo Millonarios                   | Cerro Porteño Botafogo                |
| 1974 Detalhes | Independiente      | 1 – 2 2 – 0 1 – 0                   | São Paulo               | Peñarol Huracán                           | Millonarios Defensor Lima             |
| 1975 Detalhes | Independiente      | 0 – 1 3 – 1 2 – 0                   | Unión Española          | Rosario Central Cruzeiro                  | Universitario LDU Quito               |
| 1976 Detalhes | Cruzeiro           | 4 – 1 1 – 2 3 – 2                   | River Plate             | LDU Quito Alianza Lima                    | Independiente Peñarol                 |
| 1977 Detalhes | Boca Juniors       | 1 – 0 0 – 1 0 – 0 (pro) 5 – 4 (pen) | Cruzeiro                | Deportivo Cali Libertad                   | Internacional Portuguesa              |
| 1978 Detalhes | Boca Juniors       | 0 – 0 4 – 0                         | Deportivo Cali          | River Plate Atlético Mineiro              | Cerro Porteño Alianza Lima            |
| 1979 Detalhes | Olimpia            | 2 – 0 0 – 0                         | Boca Juniors            | Guarani Palestino                         | Independiente Peñarol                 |
| 1980 Detalhes | Nacional           | 0 – 0 1 – 0                         | Internacional           | Olimpia O'Higgins                         | América de Cali Vélez Sarsfield       |
| 1981 Detalhes | Flamengo           | 2 – 1 0 – 1 2 – 0                   | Cobreloa                | Deportivo Cali Jorge Wilstermann          | Nacional Peñarol                      |
| 1982 Detalhes | Peñarol            | 0 – 0 1 – 0                         | Cobreloa                | Flamengo River Plate                      | Olimpia Tolima                        |
| 1983 Detalhes | Grêmio             | 1 – 1 2 – 1                         | Peñarol                 | Estudiantes América de Cali               | Nacional Atlético San Cristóbal       |
| 1984 Detalhes | Independiente      | 1 – 0 0 – 0                         | Grêmio                  | Nacional Universidad Católica             | Flamengo Universidad de Los Andes     |
| 1985 Detalhes | Argentinos Juniors | 1 – 0 0 – 1 1 – 1 5 – 4 (pen)       | América de Cali         | Independiente Blooming                    | El Nacional Peñarol                   |
| 1986 Detalhes | River Plate        | 2 – 1 1 – 0                         | América de Cali         | Argentinos Juniors Barcelona de Guayaquil | Olimpia Bolívar                       |
| 1987 Detalhes | Peñarol            | 0 – 2 2 – 1 1 – 0 (pro)             | América de Cali         | River Plate Independiente                 | Cobreloa Barcelona de Guayaquil       |
| 1988 Detalhes | Nacional           | 0 – 1 3 – 0 (pro)                   | Newell's Old Boys       | América de Cali                           | San Lorenzo                           |
| 1989 Detalhes | Atlético Nacional  | 0 – 2 2 – 0 5 – 4 (pen)             | Olimpia                 | Danubio                                   | Internacional                         |
| 1990 Detalhes | Olimpia            | 2 – 0 1 – 1                         | Barcelona de Guayaquil  | Atlético Nacional                         | River Plate                           |
| 1991 Detalhes | Colo-Colo          | 0 – 0 3 – 0                         | Olimpia                 | Boca Juniors                              | Atlético Nacional                     |
| 1992 Detalhes | São Paulo          | 0 – 1 1 – 0 3 – 2 (pen)             | Newell's Old Boys       | Barcelona de Guayaquil                    | América de Cali                       |
| 1993 Detalhes | São Paulo          | 5 – 1 0 – 2                         | Universidad Católica    | Cerro Porteño                             | América de Cali                       |
| 1994 Detalhes | Vélez Sarsfield    | 1 – 0 0 – 1 5 – 3 (pen)             | São Paulo               | Junior Barranquilla                       | Olimpia                               |
| 1995 Detalhes | Grêmio             | 3 – 1 1 – 1                         | Atlético Nacional       | Emelec                                    | River Plate                           |
| 1996 Detalhes | River Plate        | 0 – 1 2 – 0                         | América de Cali         | Universidad de Chile                      | Grêmio                                |
| 1997 Detalhes | Cruzeiro           | 0 – 0 1 – 0                         | Sporting Cristal        | Colo-Colo                                 | Racing                                |
| 1998 Detalhes | Vasco da Gama      | 2 – 0 2 – 1                         | Barcelona de Guayaquil  | River Plate                               | Cerro Porteño                         |
| 1999 Detalhes | Palmeiras          | 0 – 1 2 – 1 4 – 3 (pen)             | Deportivo Cali          | River Plate                               | Cerro Porteño                         |
| 2000 Detalhes | Boca Juniors       | 2 – 2 0 – 0 4 – 2 (pen)             | Palmeiras               | América                                   | Corinthians                           |
| 2001 Detalhes | Boca Juniors       | 1 – 0 0 – 1 3 – 1 (pen)             | Cruz Azul               | Palmeiras                                 | Rosario Central                       |
| 2002 Detalhes | Olimpia            | 0 – 1 2 – 1 4 – 2 (pen)             | São Caetano             | Grêmio                                    | América                               |
| 2003 Detalhes | Boca Juniors       | 2 – 0 3 – 1                         | Santos                  | América de Cali                           | Independiente Medellín                |
| 2004 Detalhes | Once Caldas        | 0 – 0 1 – 1 2 – 0 (pen)             | Boca Juniors            | São Paulo                                 | River Plate                           |
| 2005 Detalhes | São Paulo          | 1 – 1 4 – 0                         | Atlético Paranaense     | River Plate                               | Chivas Guadalajara                    |
| 2006 Detalhes | Internacional      | 2 – 1 2 – 2                         | São Paulo               | Libertad                                  | Chivas Guadalajara                    |
| 2007 Detalhes | Boca Juniors       | 3 – 0 2 – 0                         | Grêmio                  | Cúcuta Deportivo                          | Santos                                |
| 2008 Detalhes | LDU Quito          | 4 – 2 1 – 3 (pro) 3 – 1 (pen)       | Fluminense              | América                                   | Boca Juniors                          |
| 2009 Detalhes | Estudiantes        | 0 – 0 2 – 1                         | Cruzeiro                | Nacional                                  | Grêmio                                |
| 2010 Detalhes | Internacional      | 2 – 1 3 – 2                         | Chivas Guadalajara      | São Paulo                                 | Universidad de Chile                  |
| 2011 Detalhes | Santos             | 0 – 0 2 – 1                         | Peñarol                 | Cerro Porteño                             | Vélez Sarsfield                       |
| 2012 Detalhes | Corinthians        | 1 – 1 2 – 0                         | Boca Juniors            | Santos                                    | Universidad de Chile                  |
| 2013 Detalhes | Atlético Mineiro   | 0 – 2 2 – 0 (pro) 4 – 3 (pen)       | Olimpia                 | Newell's Old Boys                         | Independiente Santa Fe                |
| 2014 Detalhes | San Lorenzo        | 1 – 1 1 – 0                         | Nacional                | Bolívar                                   | Defensor Sporting                     |
| 2015 Detalhes | River Plate        | 0 – 0 3 – 0                         | Tigres UANL             | Guaraní                                   | Internacional                         |
| 2016 Detalhes | Atlético Nacional  | 1 – 1 1 – 0                         | Independiente del Valle | São Paulo                                 | Boca Juniors                          |
| 2017 Detalhes | Grêmio             | 1 – 0 2 – 1                         | Lanús                   | Barcelona de Guayaquil                    | River Plate                           |
| 2018 Detalhes | River Plate        | 2 – 2 3 – 1 (pro)                   | Boca Juniors            | Grêmio                                    | Palmeiras                             |

| 2019 Detalhes | Monumental "U"          | Flamengo   | 2 – 1       | River Plate          | Grêmio           | Boca Juniors           |
| 2020 Detalhes | Maracanã                | Palmeiras  | 1 – 0       | Santos               | River Plate      | Boca Juniors           |
| 2021 Detalhes | Centenario              | Palmeiras  | 2 – 1 (pro) | Flamengo             | Atlético Mineiro | Barcelona de Guayaquil |
| 2022 Detalhes | Monumental de Guayaquil | Flamengo   | 1 – 0       | Athletico Paranaense | Vélez Sarsfield  | Palmeiras              |
| 2023 Detalhes | Maracanã                | Fluminense | 2 – 1 (pro) | Boca Juniors         | Internacional    | Palmeiras              |
| 2024 Detalhes | Mâs Monumental          | Botafogo   | 3 – 1       | Atlético Mineiro     | Peñarol          | River Plate            |

### Títulos por clubes
| Clube | País      | Títulos                                       | Vices                                   | Aprov. |
| --- | --------- | --------------------------------------------- | --------------------------------------- | ------ |
| Independiente                                                                                                  | Argentina | 7 (1964, 1965, 1972, 1973, 1974, 1975 e 1984) | 0                                       | 100%   |
| Boca Juniors                                                                                                   | Argentina | 6 (1977, 1978, 2000, 2001, 2003 e 2007)       | 6 (1963, 1979, 2004, 2012, 2018 e 2023) | 50%    |
| Peñarol | Uruguai   | 5 (1960, 1961, 1966, 1982 e 1987)             | 5 (1962, 1965, 1970, 1983 e 2011)       | 50%    |
| River Plate | Argentina | 4 (1986, 1996, 2015 e 2018)                   | 3 (1966, 1976 e 2019)                   | 57,14% |
| Estudiantes | Argentina | 4 (1968, 1969, 1970 e 2009)                   | 1 (1971)                                | 80%    |
| Olimpia | Paraguai  | 3 (1979, 1990 e 2002)                         | 4 (1960, 1989, 1991 e 2013)             | 42,86% |
| Nacional | Uruguai   | 3 (1971, 1980 e 1988)                         | 3 (1964, 1967 e 1969)                   | 50%    |
| São Paulo | Brasil    | 3 (1992, 1993 e 2005)                         | 3 (1974, 1994 e 2006)                   | 50%    |
| Palmeiras | Brasil    | 3 (1999, 2020 e 2021)                         | 3 (1961, 1968 e 2000)                   | 50%    |
| Santos | Brasil    | 3 (1962, 1963 e 2011)                         | 2 (2003 e 2020)                         | 60%    |
| Grêmio | Brasil    | 3 (1983, 1995 e 2017)                         | 2 (1984 e 2007)                         | 60%    |
| Flamengo | Brasil    | 3 (1981, 2019 e 2022)                         | 1 (2021)                                | 75%    |
| Cruzeiro | Brasil    | 2 (1976 e 1997)                               | 2 (1977 e 2009)                         | 50%    |
| Atlético Nacional                                                                                              | Colômbia  | 2 (1989 e 2016)                               | 1 (1995)                                | 66,67% |
| Internacional                                                                                                  | Brasil    | 2 (2006 e 2010)                               | 1 (1980)                                | 66,67% |
| Colo-Colo | Chile     | 1 (1991)                                      | 1 (1973)                                | 50%    |
| Atlético Mineiro                                                                                               | Brasil    | 1 (2013)                                      | 1 (2024)                                | 50%    |
| Fluminense | Brasil    | 1 (2023)                                      | 1 (2008)                                | 50%    |
| Racing | Argentina | 1 (1967)                                      | 0                                       | 100%   |
| Argentinos Juniors                                                                                             | Argentina | 1 (1985)                                      | 0                                       | 100%   |
| Vélez Sarsfield                                                                                                | Argentina | 1 (1994)                                      | 0                                       | 100%   |
| Vasco da Gama                                                                                                  | Brasil    | 1 (1998)                                      | 0                                       | 100%   |
| Once Caldas | Colômbia  | 1 (2004)                                      | 0                                       | 100%   |
| LDU Quito | Equador   | 1 (2008)                                      | 0                                       | 100%   |
| Corinthians | Brasil    | 1 (2012)                                      | 0                                       | 100%   |
| San Lorenzo | Argentina | 1 (2014)                                      | 0                                       | 100%   |
| Botafogo | Brasil    | 1 (2024)                                      | 0                                       | 100%   |
| América de Cali                                                                                                | Colômbia  | 0                                             | 4 (1985, 1986, 1987 e 1996)             | 0%     |
| Deportivo Cali                                                                                                 | Colômbia  | 0                                             | 2 (1978 e 1999)                         | 0%     |
| Cobreloa | Chile     | 0                                             | 2 (1981 e 1982)                         | 0%     |
| Newell's Old Boys                                                                                              | Argentina | 0                                             | 2 (1988 e 1992)                         | 0%     |
| Barcelona de Guayaquil                                                                                         | Equador   | 0                                             | 2 (1990 e 1998)                         | 0%     |
| Athletico Paranaense                                                                                           | Brasil    | 0                                             | 2 (2005 e 2022)                         | 0%     |
| Universitario                                                                                                  | Peru      | 0                                             | 1 (1972)                                | 0%     |
| Unión Española                                                                                                 | Chile     | 0                                             | 1 (1975)                                | 0%     |
| Universidad Católica                                                                                           | Chile     | 0                                             | 1 (1993)                                | 0%     |
| Sporting Cristal                                                                                               | Peru      | 0                                             | 1 (1997)                                | 0%     |
| Cruz Azul | México    | 0                                             | 1 (2001)                                | 0%     |
| São Caetano | Brasil    | 0                                             | 1 (2002)                                | 0%     |
| Chivas Guadalajara                                                                                             | México    | 0                                             | 1 (2010)                                | 0%     |
| Nacional | Paraguai  | 0                                             | 1 (2014)                                | 0%     |
| Tigres UANL | México    | 0                                             | 1 (2015)                                | 0%     |
| Independiente del Valle                                                                                        | Equador   | 0                                             | 1 (2016)                                | 0%     |
| Lanús | Argentina | 0                                             | 1 (2017)                                | 0%     |
| Em caso de empate, os clubes estão dispostos em ordem cronológica dos resultados, seguido da ordem alfabética. |           |                                               |                                         |        |

### Títulos por países
| País      | Títulos | Vices | Aprov. | Camp. | Fin. |
| --------- | ------- | ----- | ------ | ----- | ---- |
| Argentina | 25      | 13    | 65,79% | 8     | 10   |
| Brasil    | 24      | 19    | 55,81% | 12    | 14   |
| Uruguai   | 8       | 8     | 50%    | 2     | 2    |
| Colômbia  | 3       | 7     | 30%    | 2     | 4    |
| Paraguai  | 3       | 5     | 37,5%  | 1     | 2    |
| Chile     | 1       | 5     | 16,67% | 1     | 4    |
| Equador   | 1       | 3     | 25%    | 1     | 3    |
| México    | 0       | 3     | 0%     | 0     | 3    |
| Peru      | 0       | 2     | 0%     | 0     | 2    |

## Participações

### Equipes com mais participações
De 1960 até 2024, foram realizadas 65 edições da Copa Libertadores da América. Nesse período, as equipes com mais participações na competição por cada país foram as seguintes:
| Clubes(s)                    | País      | Participações |
| ---------------------------- | --------- | ------------- |
| Nacional                     | Uruguai   | 52            |
| Olimpia                      | Paraguai  | 46            |
| River Plate                  | Argentina | 40            |
| Sporting Cristal             | Peru      | 40            |
| Bolívar                      | Bolívia   | 38            |
| Colo-Colo                    | Chile     | 38            |
| Barcelona                    | Equador   | 31            |
| Deportivo Táchira            | Venezuela | 27            |
| Palmeiras                    | Brasil    | 25            |
| Atlético Nacional            | Colômbia  | 25            |
| América e Chivas Guadalajara | México    | 7             |

## Maiores goleadas
Estas são as dez maiores goleadas da história da Copa Libertadores:[carece de fontes?]
| Nº | Mandante    | Placar | Visitante               | Estádio             | Data            | Ano  |
| -- | ----------- | ------ | ----------------------- | ------------------- | --------------- | ---- |
| 1  | Peñarol     | 11–2   | Valencia                | Centenario          | 15 de março     | 1970 |
| 2  | River Plate | 9–0    | Universitario           | Monumental de Núñez | 11 de março     | 1970 |
| 2  | Peñarol     | 9–0    | The Strongest           | Centenario          | 22 de março     | 1971 |
| 4  | Santos      | 9–1    | Cerro Porteño           | Vila Belmiro        | 28 de fevereiro | 1962 |
| 4  | Peñarol     | 9–1    | Everest                 | Centenario          | 30 de abril     | 1963 |
| 6  | Blooming    | 8–0    | Deportivo Italia        | El Tahuichi         | 14 de abril     | 1985 |
| 6  | Santos      | 8–0    | Bolívar                 | Vila Belmiro        | 10 de maio      | 2012 |
| 6  | River Plate | 8–0    | Jorge Wilstermann       | Monumental de Núñez | 21 de setembro  | 2017 |
| 6  | River Plate | 8–0    | Binacional              | Monumental de Núñez | 11 de maio      | 2020 |
| 10 | Palmeiras   | 8–1    | Independiente Petrolero | Allianz Parque      | 12 de abril     | 2022 |
| 10 | River Plate | 8–1    | Alianza Lima            | Mâs Monumental      | 25 de maio      | 2022 |

## Ranking de pontos
De 1960 até 2024, foram realizadas 65 edições da Copa Libertadores da América. Nesse período, os 30 maiores clubes pontuadores na competição, foram os seguintes:
| Pos. | Clube                  | País      | Part | Tít | J   | V   | E   | D   | GP  | GC  | SG  | Pts | Dif.    |
| ---- | ---------------------- | --------- | ---- | --- | --- | --- | --- | --- | --- | --- | --- | --- | ------- |
| 1    | River Plate            | Argentina | 40   | 4   | 401 | 198 | 105 | 98  | 665 | 418 | 247 | 699 | Estável |
| 2    | Nacional               | Uruguai   | 51   | 3   | 427 | 181 | 115 | 131 | 591 | 465 | 126 | 658 | Estável |
| 3    | Peñarol                | Uruguai   | 48   | 5   | 387 | 173 | 81  | 133 | 580 | 467 | 113 | 600 | (1)     |
| 4    | Boca Juniors           | Argentina | 32   | 6   | 329 | 169 | 87  | 73  | 489 | 282 | 207 | 594 | (1)     |
| 5    | Olimpia                | Paraguai  | 45   | 3   | 342 | 134 | 98  | 110 | 486 | 429 | 57  | 500 | Estável |
| 6    | Cerro Porteño          | Paraguai  | 45   | 0   | 341 | 124 | 96  | 121 | 424 | 446 | -22 | 468 | Estável |
| 7    | Palmeiras              | Brasil    | 24   | 3   | 242 | 136 | 49  | 57  | 468 | 242 | 226 | 457 | Estável |
| 8    | Grêmio                 | Brasil    | 22   | 3   | 215 | 112 | 44  | 59  | 328 | 197 | 131 | 380 | Estável |
| 9    | Colo-Colo              | Chile     | 37   | 1   | 267 | 103 | 64  | 100 | 360 | 362 | -2  | 373 | Estável |
| 10   | Bolívar                | Bolívia   | 38   | 0   | 263 | 106 | 55  | 102 | 388 | 399 | -11 | 373 | Estável |
| 11   | São Paulo              | Brasil    | 22   | 3   | 209 | 101 | 52  | 56  | 320 | 196 | 124 | 355 | Estável |
| 12   | Flamengo               | Brasil    | 20   | 3   | 180 | 101 | 37  | 42  | 342 | 193 | 149 | 340 | (1)     |
| 13   | América de Cali        | Colômbia  | 21   | 0   | 208 | 91  | 59  | 58  | 299 | 229 | 70  | 332 | (1)     |
| 14   | Universidad Católica   | Chile     | 29   | 0   | 236 | 88  | 59  | 89  | 348 | 340 | 8   | 323 | Estável |
| 15   | Barcelona de Guayaquil | Equador   | 30   | 0   | 247 | 85  | 64  | 98  | 290 | 310 | -20 | 319 | (1)     |
| 16   | Cruzeiro               | Brasil    | 17   | 2   | 166 | 95  | 32  | 39  | 307 | 158 | 149 | 317 | (1)     |
| 17   | Atlético Nacional      | Colômbia  | 25   | 2   | 197 | 82  | 47  | 68  | 264 | 224 | 40  | 293 | (1)     |
| 18   | Universitario          | Peru      | 34   | 0   | 233 | 71  | 72  | 90  | 270 | 322 | -52 | 285 | (1)     |
| 19   | Santos                 | Brasil    | 16   | 3   | 153 | 83  | 32  | 38  | 287 | 173 | 114 | 281 | (2)     |
| 20   | Sporting Cristal       | Peru      | 39   | 0   | 246 | 71  | 63  | 112 | 305 | 391 | -86 | 276 | Estável |
| 21   | Estudiantes            | Argentina | 17   | 4   | 149 | 79  | 28  | 42  | 197 | 131 | 66  | 265 | Estável |
| 22   | Vélez Sarsfield        | Argentina | 17   | 1   | 151 | 76  | 36  | 39  | 217 | 146 | 71  | 264 | Estável |
| 23   | Internacional          | Brasil    | 15   | 2   | 152 | 73  | 43  | 36  | 221 | 137 | 84  | 262 | Estável |
| 24   | Independiente          | Argentina | 20   | 7   | 154 | 72  | 39  | 43  | 211 | 143 | 68  | 255 | Estável |
| 25   | Libertad               | Paraguai  | 23   | 0   | 182 | 70  | 45  | 67  | 228 | 225 | 3   | 255 | Estável |
| 26   | Emelec                 | Equador   | 29   | 0   | 221 | 68  | 44  | 109 | 238 | 314 | -76 | 248 | Estável |
| 27   | Corinthians            | Brasil    | 17   | 1   | 138 | 68  | 33  | 37  | 223 | 133 | 90  | 237 | Estável |
| 28   | The Strongest          | Bolívia   | 30   | 0   | 191 | 66  | 35  | 90  | 230 | 317 | -87 | 233 | (2)     |
| 29   | Atlético Mineiro       | Brasil    | 14   | 1   | 137 | 64  | 41  | 32  | 207 | 133 | 74  | 233 | (3)     |
| 30   | LDU Quito              | Equador   | 21   | 1   | 167 | 64  | 37  | 66  | 244 | 234 | 10  | 229 | (1)     |

Atualizado em 02/12/2024

## Artilheiros
| N° | Jogador             | Anos                                  | Clube(s)                                                                          | Gols |
| -- | ------------------- | ------------------------------------- | --------------------------------------------------------------------------------- | ---- |
| 1  | Alberto Spencer     | 1960–70 1971–72                       | Peñarol (48) Barcelona de Guayaquil (6)                                           | 54   |
| 2  | Fernando Morena     | 1973–86                               | Peñarol (37)                                                                      | 37   |
| 3  | Pedro Rocha         | 1963–70 1972–74 1979                  | Peñarol (25) São Paulo (10) Palmeiras (1)                                         | 36   |
| 4  | Daniel Onega        | 1966–70                               | River Plate (31)                                                                  | 31   |
| 4  | Gabriel Barbosa     | 2018 2019–23                          | Santos (1) Flamengo (30)                                                          | 31   |
| 6  | Julio Morales       | 1966–81                               | Nacional                                                                          | 30   |
| 6  | Lucas Pratto        | 2011 2012–14, 2021–22 2015–16 2018–20 | Universidad Católica (6) Vélez Sarsfield (8) Atlético Mineiro (7) River Plate (9) | 30   |
| 6  | Miguel Borja        | 2016 2017–19 2020–22 2023–24          | Atlético Nacional (5) Palmeiras (11) Junior de Barranquilla (7) River Plate (7)   | 30   |
| 9  | Juan Carlos Sarnari | 1966–67 1968–69 1972 1976             | River Plate (10) Universidad Católica (12) Universidad de Chile (4) Santa Fe (3)  | 29   |
| 9  | Antony de Ávila     | 1983–96 1998                          | América de Cali (27) Barcelona de Guayaquil (2)                                   | 29   |
| 9  | Luizão              | 1998–99 2000 2002 2005                | Vasco da Gama (5) Corinthians (15) Grêmio (4) São Paulo (5)                       | 29   |

## Treinadores

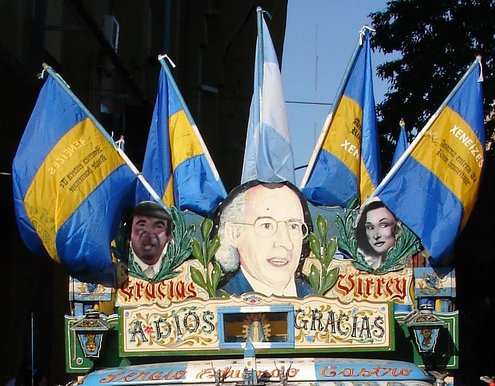
O argentino Carlos Bianchi, o maior vencedor, com conquistas em 1994, 2000, 2001 e 2003, ganhou a alcunha de Mr. Libertadores (aqui, em uma homenagem feita pelos torcedores do Boca Juniors).

O argentino Carlos Bianchi é o treinador mais vitorioso da Copa Libertadores, com quatro conquistas, comandando o Vélez Sarsfield (em 1994) e o Boca Juniors (em 2000, 2001 e 2003).
Osvaldo Zubeldía (também argentino), além de ser o segundo treinador mais vitorioso, é o único treinador tricampeão em anos consecutivos (em 1968, 1969 e 1970) sob o comando do Estudiantes de La Plata. Os brasileiros Telê Santana (em 1992 e 1993) e Luís Alonso Pérez (em 1962 e 1963), juntamente com o uruguaio Roberto Scarone (em 1960 e 1961), os argentinos Juan Carlos Lorenzo (em 1977 e 1978) e Manuel Giudice (em 1964 e 1965) e o português Abel Ferreira (em 2020 e 2021) são os únicos bicampeões consecutivos; Paulo Autuori, Edgardo Bauza, Luis Cubilla, Luiz Felipe Scolari e Marcelo Gallardo também foram bicampeões mas em anos alternados.
O croata Mirko Jozić e os portugueses Abel Ferreira, Jorge Jesus e Artur Jorge são os únicos treinadores não sul-americanos a vencerem o torneio. Ferreira venceu o torneio liderando o Palmeiras nas edições de 2020 e 2021, sendo o único treinador não sul-americano bicampeão da Libertadores, enquanto Jozić, Jesus e Jorge foram campeões treinando Colo-Colo, Flamengo e Botafogo em 1991, 2019 e 2024, respectivamente.

## Sede das finais
As listagens a seguir mostra todos os locais que sediaram pelo menos uma decisão de Libertadores, ou seja, a derradeira partida da competição. Vale lembrar que, até meados dos anos 80, havia a possibilidade de uma terceira partida de desempate ser realizada em campo neutro caso as equipes finalistas permanecessem empatadas em número de pontos (que era o critério único na época).
Em 1988, os playoffs de desempate foram abolidos e a final da competição passou a ser decidida em duas partidas, até o ano de 2018; a partir da edição de 2019, foi adotado o sistema de jogo único para a final, com a cidade de Lima, no Peru, sendo a primeira a sediar uma final de Libertadores neste formato.
As tabelas consideram tanto as partidas de desempate realizadas até 1987, as de volta no sistema de dois jogos até 2018 e as finais de jogo único adotadas a partir de 2019.

### Por país
| País      | Finais | Cidades                                                                   |
| --------- | ------ | ------------------------------------------------------------------------- |
| Brasil    | 20     | São Paulo (10), Porto Alegre (4), Belo Horizonte (3) e Rio de Janeiro (3) |
| Argentina | 15     | Buenos Aires (10), Avellaneda (3), La Plata (1) e Lanús (1)               |
| Chile     | 9      | Santiago (9)                                                              |
| Uruguai   | 8      | Montevidéu (8)                                                            |
| Colômbia  | 4      | Medellín (2), Bogotá (1) e Manizales (1)                                  |
| Equador   | 3      | Guaiaquil (3)                                                             |
| Paraguai  | 3      | Assunção (3)                                                              |
| Peru      | 2      | Lima (2)                                                                  |
| Espanha   | 1      | Madrid (1)                                                                |

### Por cidade

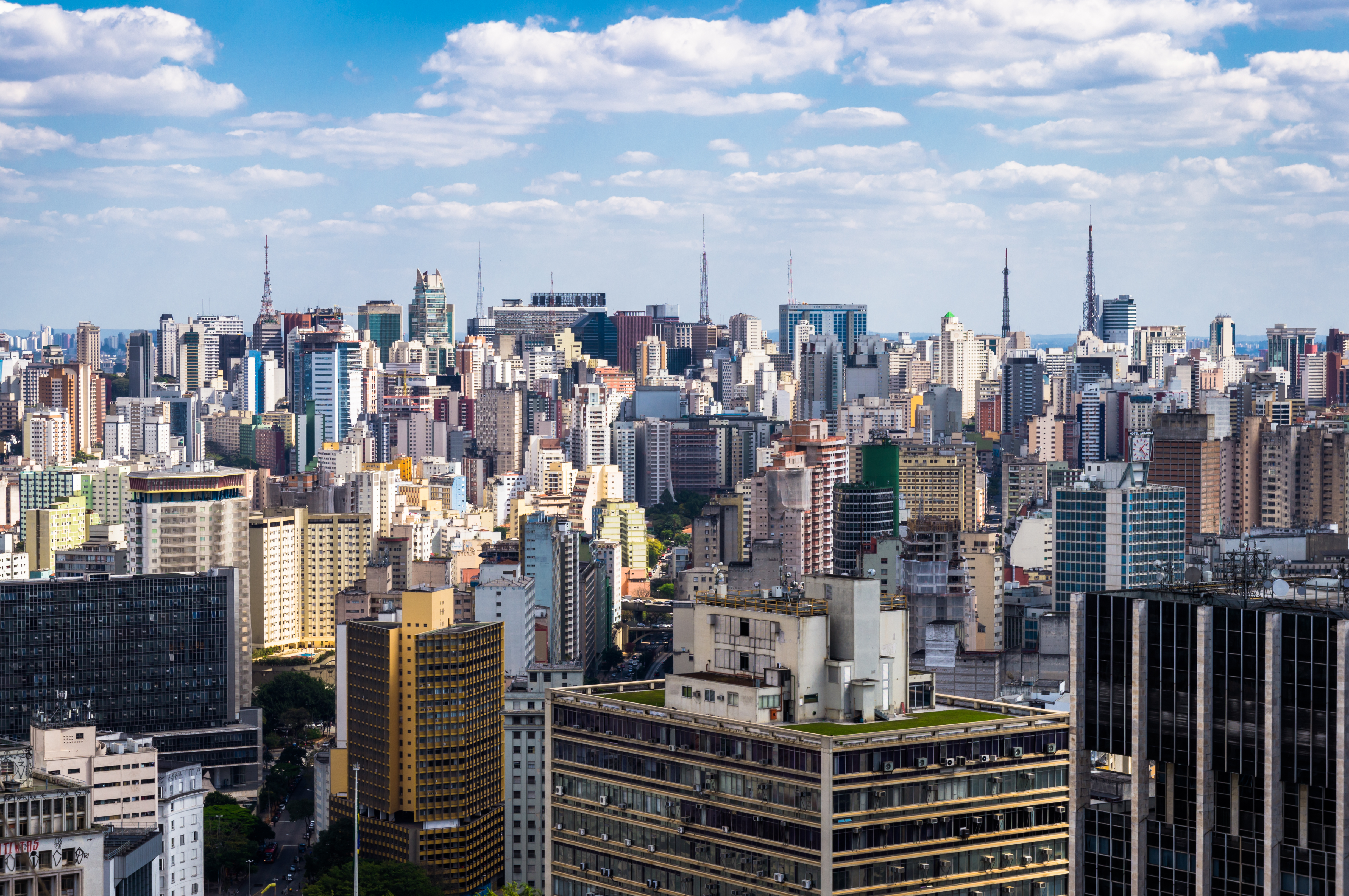
A cidade brasileira de São Paulo é a que mais recebeu partidas derradeiras da Copa Libertadores, ao lado de Buenos Aires, sediando a decisão por 10 vezes.

| Cidade         | País      | Finais |
| -------------- | --------- | ------ |
| Buenos Aires   | Argentina | 10     |
| São Paulo      | Brasil    | 10     |
| Santiago       | Chile     | 9      |
| Montevidéu     | Uruguai   | 8      |
| Porto Alegre   | Brasil    | 4      |
| Assunção       | Paraguai  | 3      |
| Avellaneda     | Argentina | 3      |
| Belo Horizonte | Brasil    | 3      |
| Guaiaquil      | Equador   | 3      |
| Rio de Janeiro | Brasil    | 3      |
| Lima           | Peru      | 2      |
| Medellín       | Colômbia  | 2      |
| Bogotá         | Colômbia  | 1      |
| Lanús          | Argentina | 1      |
| La Plata       | Argentina | 1      |
| Madrid         | Espanha   | 1      |
| Manizales      | Colômbia  | 1      |

### Por estádio

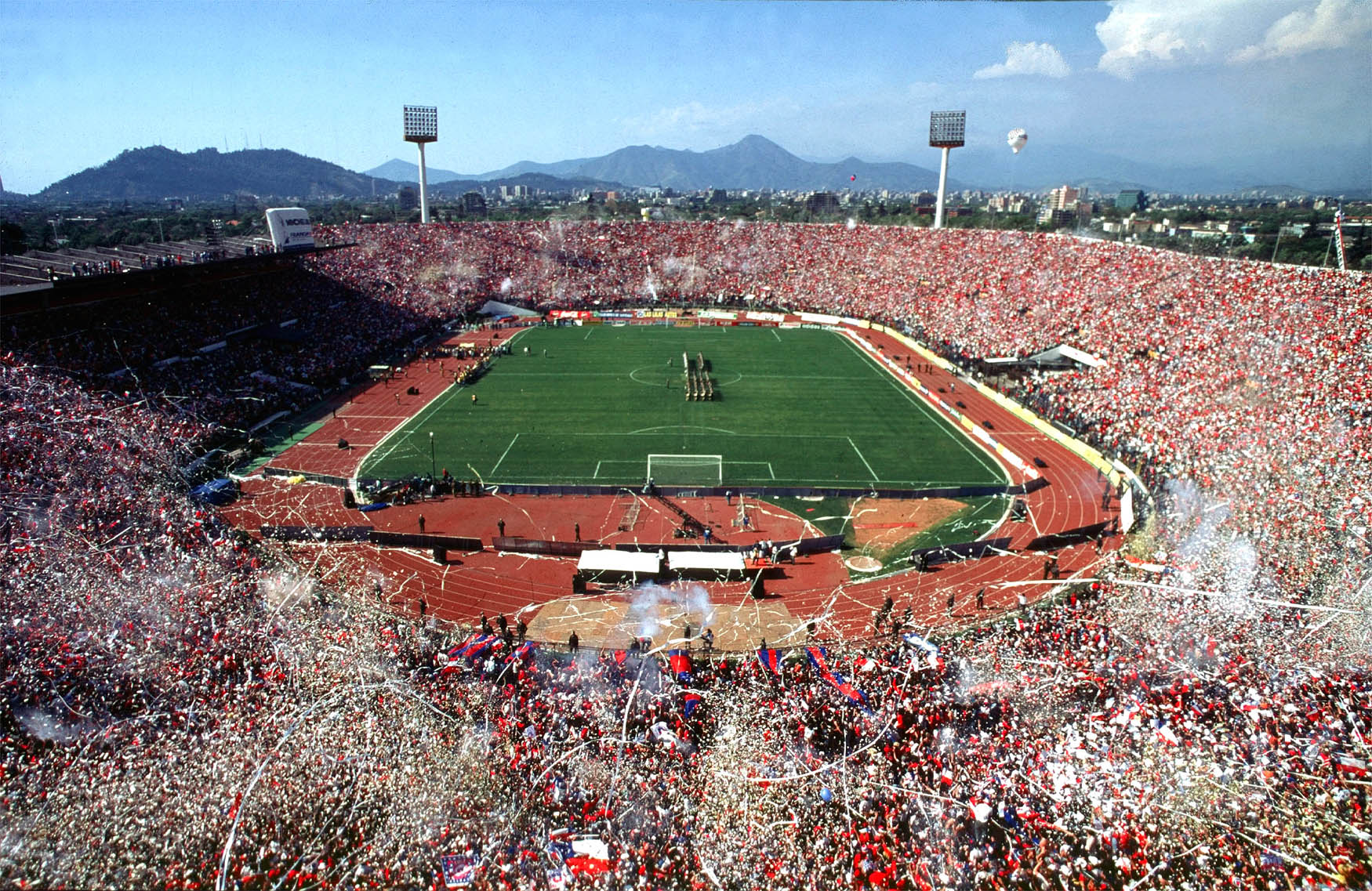
O Estádio Nacional de Chile foi o campo que mais sediou derradeiras partidas da Libertadores por 8 vezes.

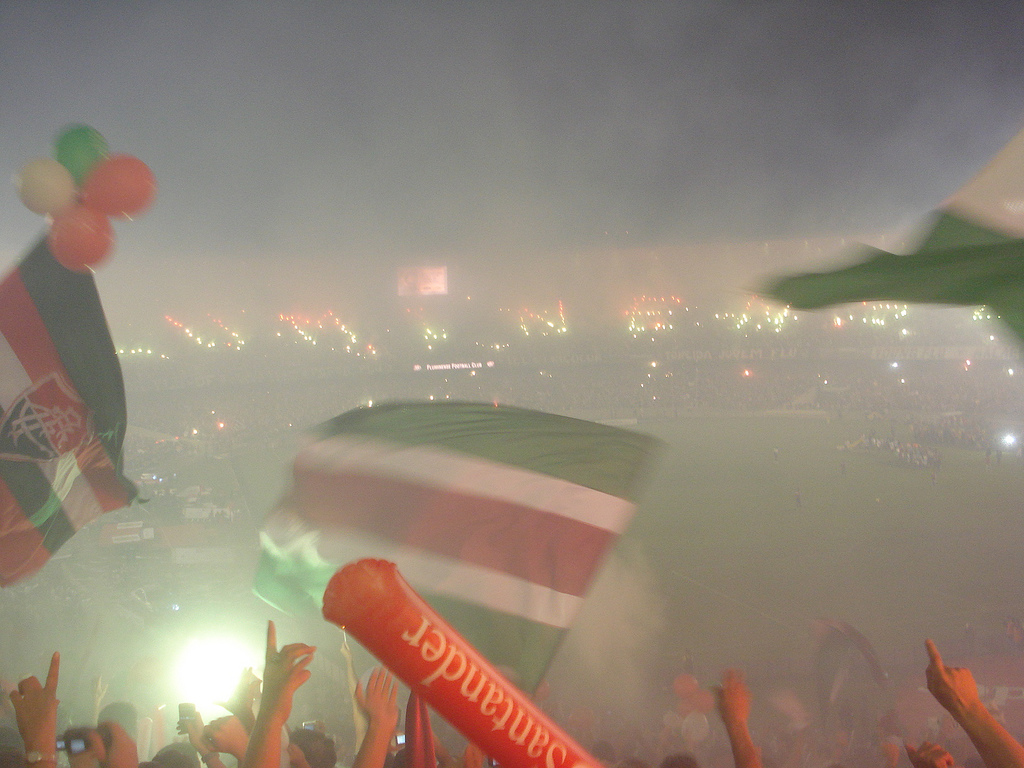
O Maracanã, o maior estádio da América do Sul, sediando sua primeira final, em 2008, entre e.

| Estádio                 | Finais | Anos                                                                  |
| ----------------------- | ------ | --------------------------------------------------------------------- |
| Nacional de Chile       | 8      | 1965***, 1966***, 1967***, 1974***, 1976***, 1982**, 1987*** e 1993** |
| Centenario              | 8      | 1968***, 1970**, 1973***, 1977***, 1980**, 1981***, 1988*** e 2021*   |
| Monumental de Núñez     | 5      | 1962***, 1986**, 1996**, 2015** e 2024*                               |
| Morumbi                 | 5      | 1992**, 1994**, 2000**, 2003** e 2005**                               |
| La Bombonera            | 4      | 1963**, 1978**, 1979** e 2001**                                       |
| Pacaembu                | 4      | 1961**, 2002**, 2011** e 2012**                                       |
| Libertadores de América | 3      | 1964**, 1972** e 1984**                                               |
| Defensores del Chaco    | 3      | 1960**, 1975*** e 1985***                                             |
| Mineirão                | 3      | 1997**, 2009** e 2013**                                               |
| Monumental de Guayaquil | 3      | 1990**, 1998** e 2022*                                                |
| Maracanã                | 3      | 2008**, 2020* e 2023*                                                 |
| Atanasio Girardot       | 2      | 1995** e 2016**                                                       |
| Beira-Rio               | 2      | 2006** e 2010**                                                       |
| Olímpico Monumental     | 2      | 1983** e 2007**                                                       |
| Ciudad de Lanús         | 1      | 2017**                                                                |
| El Campín               | 1      | 1989**                                                                |
| Nacional do Peru        | 1      | 1971***                                                               |
| Jorge Luis Hirschi      | 1      | 1969**                                                                |
| Monumental de Santiago  | 1      | 1991**                                                                |
| Monumental "U"          | 1      | 2019*                                                                 |
| Nuevo Gasómetro         | 1      | 2014**                                                                |
| Palestra Italia         | 1      | 1999**                                                                |
| Palogrande              | 1      | 2004**                                                                |
| Santiago Bernabéu       | 1      | 2018**                                                                |

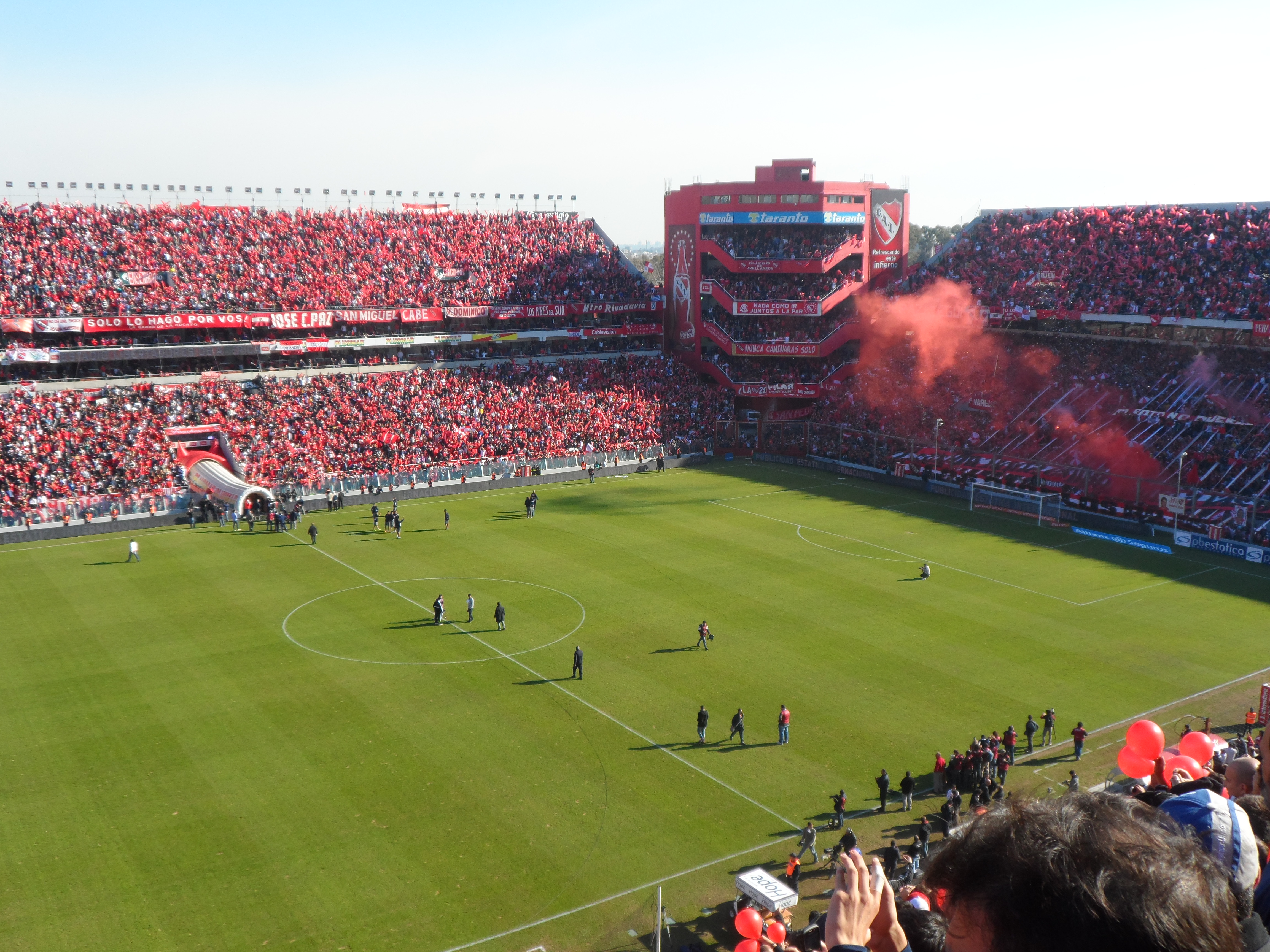
O Estádio Libertadores de América, pertencente ao Independiente, o maior vencedor da competição e que por isso batizou seu estádio com o mesmo nome.

- Nota 1: Os anos com um asterisco consistem em finais que foram decididas em jogo único.
- Nota 2: Os anos com dois asteriscos consistem em finais que foram decididas em dois jogos de ida e volta.
- Nota 3: Os anos com três asteriscos consistem em finais que foram decididas em um playoff.

### Maiores públicos em finais únicas
| Nº | Público | Finalista 1      | Placar | Finalista 2          | Estádio        | Local                   | Edição | Ref.    |
| -- | ------- | ---------------- | ------ | -------------------- | -------------- | ----------------------- | ------ | ------- |
| 1  | 72 000  | Atlético Mineiro | 1–3    | Botafogo             | Mâs Monumental | Buenos Aires, Argentina | 2024   | [ 151 ] |
| 2  | 69 232  | Boca Juniors     | 1–2    | Fluminense           | Maracanã       | Rio de Janeiro, Brasil  | 2023   | [ 152 ] |
| 3  | 59 000  | Flamengo         | 2–1    | River Plate          | Monumental "U" | Lima, Peru              | 2019   | [ 152 ] |
| 4  | 45 000  | Palmeiras        | 2–1    | Flamengo             | Centenario     | Montevidéu, Uruguai     | 2021   | [ 152 ] |
| 5  | 40 000  | Flamengo         | 1–0    | Athletico Paranaense | Monumental     | Guaiaquil, Equador      | 2022   | [ 152 ] |
| 6  | 5 000‡  | Palmeiras        | 1–0    | Santos               | Maracanã       | Rio de Janeiro, Brasil  | 2020   | [ 152 ] |

‡ Devido a pandemia de COVID-19, apenas 5 mil convidados foram permitidos no estádio por conta das medidas de proteção.